# Danh sách đĩa nhạc của Doraemon
Xem thêm: Danh sách tác phẩm âm nhạc Doraemon
Doraemon là series manga được sáng tạo ra bởi họa sĩ Fujiko F. Fujio vào năm 1969. Nội dung kể về một chú mèo máy từ thế giới tương lai trở về quá khứ giúp đỡ cậu bé Nobita cải thiện cuộc sống hiện tại. Tác phẩm ba lần được chuyển thể thành anime. Lần đầu tiên là vào năm 1973 với 26 tập phát sóng trên kênh Nippon TV từ 1 tháng 4 năm 1973 đến 30 tháng 9 năm 1973. Do chuyển thể không thành công nên buộc ngừng sản xuất. Lần thứ hai là từ năm 1979 với 1787 tập phim đã lên sóng trên TV Asahi từ 2 tháng 4 năm 1979 đến 18 tháng 3 năm 2005. Với lần chuyển thể thành công này, phim tiếp tục được sản xuất và phát sóng trên TV Asahi từ 15 tháng 4 năm 2005 đến nay. Tác phẩm cũng đã được chuyển thể thành phiên điện ảnh dài từ 90 phút đến 120 phút và công chiếu vào tháng 3 hàng năm tại các rạp Nhật Bản từ 1980 đến nay. Trải qua chặng đường hơn 35 năm phát sóng các ca khúc trong anime được tập hợp lại và đóng thành các album riêng lẻ. Dưới đây là danh sách toàn bộ album nhạc phim trong series hoạt hình Doraemon

## Tổng quan

### Tại Nhật Bản
| Album tổng hợp            | Album tổng hợp | Album tổng hợp       | Album tổng hợp               | Album tổng hợp |
|                           | Tên album | Ngày phát hành       | Nhãn                         | Tham khảo      |
| ------------------------- | --- | -------------------- | ---------------------------- | -------------- |
| 1                         | "Doraemon Eiga Shudaika-shū" (ドラえもん映画主題歌集) | 1 tháng 3 năm 1995   | Polydor                      | [ 1 ]          |
| 2                         | "Doraemon 20th Anniversary - Dora The Best" | 23 tháng 9 năm 1999  | Sony Record                  | [ 2 ]          |
| 3                         | "Boku Doraemon ~Doraemon Song Collection~" (ぼくドラえもん~ドラえもん ソング・コレクション~) | 23 tháng 6 năm 2004  | Nippon Columbia              | [ 3 ]          |
| 4                         | "Dora the Movie 25th -Doraemon Movie Song Collection" (映画ドラえもん25周年 ドラえもん映画主題歌篇) | 22 tháng 9 năm 2004  | Nippon Columbia              | [ 4 ]          |
| 5                         | "Doraemon Animation Soundtrack" | 19 tháng 7 năm 2006  | Columbia Music Entertainment |                |
| 6                         | "Doraemon Ongaku-shū" (ドラえもん音楽集) | 22 tháng 11 năm 2006 | Nippon Columbia              | [ 5 ]          |
| 7                         | "Doraemon Song Collection" (ドラえもん☆ソング・コレクション) | 22 tháng 8 năm 2007  | Nippon Columbia              | [ 6 ]          |
| 8                         | "Doraemon Uta no Daikōshin" (ドラえもん うたの大行進) | 23 tháng 1 năm 2008  | Columbia Music Entertainment | [ 7 ]          |
| 9                         | "TV Anime 30 Shūnenkinen Doraemon TV Shudaika Zenshū" (テレビアニメ30周年記念 ドラえもんテレビ主題歌全集) | 25 tháng 11 năm 2009 | Columbia Music Entertainment | [ 8 ]          |
| 10                        | "Doraemon Best Album"ドラえもん★ベスト・アルバム () | 6 tháng 4 năm 2011   | Nippon Columbia              | [ 9 ]          |
| 11                        | "Doraemon Twin Best" (ドラえもん ツイン ベスト) | 22 tháng 6 năm 2011  | Nippon Columbia              | [ 10 ] [ 11 ]  |
| 12                        | "Doraemon the Best Song Collection" | 18 tháng 9 năm 2013  | Nippon Columbia              | [ 12 ]         |
| 13                        | "Fujiko F. Fujio The Best Song Collection" (藤子・F・不二雄 生誕80周年 藤子・F・不二雄 大全集) | 26 tháng 11 năm 2014 | Nippon Columbia              | [ 13 ]         |
| 14                        | "Eiga Doraemon Shudaika Taizenshū" (映画ドラえもん主題歌大全集) | 1 tháng 4 năm 2015   | Nippon Columbia              | [ 14 ]         |
| Soundtrack                | |                      |                              |                |
| 1                         | "Doraemon Soundtrack History" (ドラえもん Sound Track History～菊池俊輔 音楽集～) | 1 tháng 3 năm 2001   | Nippon Columbia              | [ 15 ]         |
| 2                         | "Doraemon Soundtrack History 2" | 21 tháng 4 năm 2010  | Columbia Music Entertaiment  | [ 16 ]         |
| 3                         | "Stand by Me Doraemon Original Soundtrack" (STAND BY ME ドラえもん Original Soundtrack) | 17 tháng 9 năm 2014  | Nippon Columbia              | [ 17 ]         |
| 4                         | "Eiga Doraemon Nobita no Space Heroes Original Soundtrack & More - Eiga Doraemon Soundtrack History 3" (映画ドラえもん のび太の宇宙英雄記（スペースヒーローズ） オリジナル・サウンドトラック＆モア ～映画ドラえもんサウンドトラックヒストリー 3) | 24 tháng 6 năm 2015  | Nippon Columbia              | [ 18 ]         |
| 5                         | "Doraemon: Nobita no Takarajima Original Soundtrack" (映画ドラえもん のび太の宝島 オリジナル・サウンドトラック) | 28 tháng 2 năm 2018  | Avex Classics                | [ 19 ]         |
| 6                         | "Eiga Doraemon: Nobita no Getsumen Tansaki Original Soundtrack" (映画ドラえもん のび太の月面探査記 オリジナル・サウンドトラック) | 27 tháng 2 năm 2019  | Avex Classics                | [ 20 ]         |
| Đĩa đơn                   | |                      |                              |                |
| 1                         | "Doraemon no Uta" (ドラえもんのうた) của Ōyama Nobuyo | 25 tháng 4 năm 1979  |                              |                |
| 2                         | "Boku Doraemon" (ぼくドラえもん) của Ōyama Nobuyo và Koorogi'73 | Tháng 8 năm 1979     |                              |                |
| 3                         | "Pocket no Naka ni" (ポケットの中に) của Ōyama Nobuyo | Tháng 3 năm 1980     |                              |                |
| 4                         | "Kokoro wo Yurashite" (心をゆらして) của Iwabuchi Makoto | Tháng 3 năm 1981     |                              |                |
| 5                         | "Dakara Minna de" (だからみんなで) của Iwabuchi Makoto | Tháng 3 năm 1982     |                              |                |
| 6                         | "Kaze no Magical" (風のマジカル) của Koizumi Kyōko | 21 tháng 3 năm 1984  |                              |                |
| 7                         | "Shōnen-ki" (少年期) của Takeda Tetsuya | 1 tháng 3 năm 1985   |                              |                |
| 8                         | "Watashi ga Fushigi" (わたしが不思議) của Ōsugi Kumiko | Tháng 2 năm 1986     |                              |                |
| 9                         | "Ten Made Todoke" (天までとどけ) của Takeda Tetsuya | 7 tháng 3 năm 1990   |                              |                |
| 10                        | "Yume no Yukue" (夢のゆくえ) của Shiratori Emiko | 5 tháng 3 năm 1991   |                              |                |
| 11                        | "Ashita mo ♥ Tomodachi" (あしたも♥ともだち) của Nishiwaki Yui | 21 tháng 10 năm 1992 |                              |                |
| 12                        | "Nani ka ī koto kitto aru" (何かいい事きっとある) của Shimazaki Wakako | 3 tháng 3 năm 1993   |                              |                |
| 13                        | "Sekai wa Guu-Chokki-Paa" (世界はグー・チョキ・パー) của Takeda Tetsuya | 9 tháng 3 năm 1994   |                              |                |
| 14                        | "Hot Milk" (ホットミルク) của Yoshikawa Hinano | 4 tháng 3 năm 1998   |                              |                |
| 15                        | "Kono Hoshi no Dokoka" (この星のどこかで) của Yuki Saori và Yasuda Sachiko | 20 tháng 3 năm 2000  |                              |                |
| 16                        | "Love you close" của Chinen Rina | 7 tháng 3 năm 2001   |                              |                |
| 17                        | "Mata Aeru hi Made" (またあえるひまで) của Yuzu | 17 tháng 10 năm 2002 |                              |                |
| 18                        | "Tanpopo no Uta" (タンポポの詩) của THE ALFEE | 13 tháng 8 năm 2003  |                              |                |
| 19                        | "YUME Biyori" (YUME日和) của Shimatani Hitomi | 6 tháng 11 năm 2003  |                              |                |
| 20                        | "Hagushichao" (ハグしちゃお) của Natsukawa Rimi | 21 tháng 12 năm 2005 |                              |                |
| 21                        | "Boku Note" (ボクノート) của Sukima Switch | 1 tháng 3 năm 2006   |                              |                |
| 22                        | "Kakegae no Nai Uta" (かけがえのない詩) của mihimaru GT | 28 tháng 2 năm 2007  |                              |                |
| 23                        | "Yume wo Kanaete Doraemon" (夢をかなえてドラえもん) của Mao | 4 tháng 7 năm 2007   |                              |                |
| 24                        | "Te o Tsunagō / Ai o Utaō" (手をつなごう／愛を歌おう) của Ayaka | 5 tháng 3 năm 2008   |                              |                |
| 25                        | "Taisetsu ni Suru yo" (たいせつにするよ) của Shibasaki Kou | 4 tháng 3 năm 2009   |                              |                |
| 26                        | "Kaeru Basho" (帰る場所) của Aoyama Thelma | 3 tháng 3 năm 2010   |                              |                |
| 27                        | "Tomodachi no Uta" (友達の唄) của Bump of Chicken | 23 tháng 2 năm 2011  |                              |                |
| 28                        | "Ikiteru Ikiteku" (生きてる生きてく) của Fukuyama Masaharu | 28 tháng 3 năm 2012  |                              |                |
| 29                        | "Mirai no Museum" (未来のミュージアム) của Perfume | 27 tháng 2 năm 2013  |                              |                |
| 30                        | "Hikari no Signal" (光のシグナル) của Kis-My-Ft2 | 5 tháng 3 năm 2014   |                              |                |
| 31                        | "Himawari no Yakusoku" (ひまわりの約束) của Hata Motohiro | 6 tháng 8 năm 2014   |                              |                |
| 32                        | "360°" của Miwa | 25 tháng 2 năm 2015  |                              |                |
| 33                        | "Sora E" (空へ) của Yamazaki Masayoshi | 2 tháng 3 năm 2016   |                              |                |
| 34                        | "Boku no Kokoro o Tsukutteyo" (僕の心をつくってよ) của Hirai Ken | 1 tháng 3 năm 2017   |                              |                |
| 35                        | "Doraemon" (ドラえもん) của Hoshino Gen | 28 tháng 2 năm 2018  |                              |                |
| 36                        | "The Gift" của Hirai Dai | 27 tháng 2 năm 2019  |                              |                |
| 37                        | "Birthday" cua Mr. Childern | 7 tháng 8 năm 2020   |                              |                |
| 37                        | "Universe" cua Official Hige Dandism | TBA 2021             |                              |                |
| Character Song/Image Song | |                      |                              |                |
| 1                         | "Doraemon Eigo no Uta" (ドラえもん えいごのうた) | 1 tháng 10 năm 2008  | Columbia Music Entertainment | [ 21 ]         |
| 2                         | "Doraemon Character Song Best" (ドラえもん☆キャラクター・ソング・ベスト！) | 21 tháng 3 năm 2012  | Nippon Columbia              | [ 22 ]         |
| 3                         | "Doraemon to Asobou! Kodomo no Uta Special" (ドラえもんとあそぼう! こどものうたスペシャル) | 19 tháng 12 năm 2012 | Nippon Columbia              | [ 23 ]         |
| 4                         | "Twin Doraemon Song Best 40" (ツイン☆ドラえもん ソングベスト40) | 12 tháng 3 năm 2014  | Nippon Columbia              | [ 24 ]         |
| 5                         | "Daisuki ☆ Doraemon" (だいすき☆ドラえもん) | 17 tháng 9 năm 2014  | Nippon Columbia              | [ 25 ]         |
| 6                         | "Doraemon to Uta tte Manabou 〜 Kotoba Kazu Ei go 〜" (ドラえもんとうたってまなぼう 〜ことば・かず・えいご〜) | 19 tháng 12 năm 2017 | Nippon Columbia              | [ 26 ]         |
| 7                         | "Doraemon doragaojan ken" (ドラえもん ドラガオじゃんけん) | 7 tháng 3 năm 2018   | Nippon Columbia              | [ 27 ]         |
| 8                         | "Asobou Doraemon" (あそぼうドラえもん) | 4 tháng 7 năm 2018   | Nippon Columbia              | [ 28 ]         |

### Quốc tế
| Tên                                        | Định dạng  | Quốc gia | Năm phát hành |
| ------------------------------------------ | ---------- | -------- | ------------- |
| "Il gatto Doraemon/La canzone di Doraemon" | Đĩa đơn CD | Ý        | Năm 1982      |
| "Chúng ta hát cùng Đô rê mon"              | Băng VHS   | Việt Nam | Năm 1993      |

## Danh sách

### Doraemon Eiga Shudaika-shū
| STT              | Nhan đề                                                                                     | Phổ lời          | Phổ nhạc         | Trình bày              | Thời lượng |
| ---------------- | ------------------------------------------------------------------------------------------- | ---------------- | ---------------- | ---------------------- | ---------- |
| 1.               | "Sayonara ni Sayonara" (さよならに さよなら)                                                | Takeda Tetsuya   | Kikuchi Shunsuke | Kaientai               | 3:28       |
| 2.               | "Yume no Hito" (夢の人)                                                                     | Takeda Tetsuya   | Fukano Yoshikazu | Takeda Tetsuya, Ichiza | 3:29       |
| 3.               | "Shōnen-ki" (少年期)                                                                        | Takeda Tetsuya   | Sakō Yasuo       | Takeda Tetsuya         | 3:11       |
| 4.               | "Ten Made Todoke" (天までとどけ)                                                            | Takeda Tetsuya   | Horiuchi Takao   | Takeda Tetsuya         | 5:21       |
| 5.               | "Kumo ga Yuku no Wa" (雲がゆくのは)                                                         | Takeda Tetsuya   | Fukano Yoshikazu | Takeda Tetsuya         | 4:05       |
| 6.               | "Toki no Tabibito" (時の旅人)                                                               | Takeda Tetsuya   | Horiuchi Takao   | Takeda Tetsuya         | 4:28       |
| 7.               | "Sekai wa Gū choki pā" (世界はグー・チョキ・パー)                                           | Takeda Tetsuya   | Fukano Yoshikazu | Takeda Tetsuya, Ichiza | 3:51       |
| 8.               | "Sayonara ni Sayonara (Original Karaoke)" (さよならに さよなら(オリジナル・カラオケ))       | Takeda Tetsuya   | Kikuchi Shunsuke | Kaientai               | 3:28       |
| 9.               | "Yume no Hito (Original Karaoke)" (夢の人 (オリジナル・カラオケ))                           | Takeda Tetsuya   | Fukano Yoshikazu | Takeda Tetsuya, Ichiza | 3:28       |
| 10.              | "Shōnen-ki (Original Karaoke)" (少年期 (オリジナル・カラオケ))                              | Takeda Tetsuya   | Sakō Yasuo       | Takeda Tetsuya         | 3:10       |
| 11.              | "Ten Made Todoke (Original Karaoke)" (天までとどけ (オリジナル・カラオケ))                  | Takeda Tetsuya   | Horiuchi Takao   | Takeda Tetsuya         | 5:21       |
| 12.              | "Kumo ga Yuku no Wa (Original Karaoke)" (雲がゆくのは (オリジナル・カラオケ))               | Takeda Tetsuya   | Fukano Yoshikazu | Takeda Tetsuya         | 4:05       |
| 13.              | "Toki no Tabibito (Original Karaoke)" (時の旅人 (オリジナル・カラオケ))                     | Takeda Tetsuya   | Horiuchi Takao   | Takeda Tetsuya         | 4:28       |
| 14.              | "Sekai wa Gū choki pā (Original Karaoke)" (世界はグー・チョキ・パー (オリジナル・カラオケ)) | Takeda Tetsuya   | Fukano Yoshikazu | Takeda Tetsuya, Ichiza | 3:51       |
| Tổng thời lượng: | Tổng thời lượng:                                                                            | Tổng thời lượng: | Tổng thời lượng: | Tổng thời lượng:       | 56:00      |

### Doraemon 20th Anniversary - Dora The Best
| Đĩa 1 | Đĩa 1                                                                 | Đĩa 1          | Đĩa 1            | Đĩa 1                                 | Đĩa 1      |
| STT   | Nhan đề                                                               | Phổ lời        | Phổ nhạc         | Trình bày                             | Thời lượng |
| ----- | --------------------------------------------------------------------- | -------------- | ---------------- | ------------------------------------- | ---------- |
| 1.    | "Doraemon no Uta" (ドラえもんのうた)                                  | Kusube Kō      | Kikuchi Shunsuke | Ōsugi Kumiko                          |            |
| 2.    | "Pocket no naka ni" (ポケットの中に)                                  | Takeda Tetsuya | Kikuchi Shunsuke | Ōyama Nobuyo, Young Fresh             |            |
| 3.    | "Kokoro wo Yurashite" (心をゆらして)                                  | Takeda Tetsuya | Kikuchi Shunsuke | Iwabuchi Makoto                       |            |
| 4.    | "Dakara Minna de" (だからみんなで)                                    | Takeda Tetsuya | Kikuchi Shunsuke | Iwabuchi Makoto                       |            |
| 5.    | "Umi wa Boku-ra to" (海はぼくらと)                                    | Takeda Tetsuya | Kikuchi Shunsuke | Iwabuchi Makoto                       |            |
| 6.    | "Kaze no Magical (Instrumental)" (風のマジカル(インストゥルメンタル)) | Yukawa Reiko   | Nobody           |                                       |            |
| 7.    | "Shōnen-ki" (少年期)                                                  | Takeda Tetsuya | Sakō Yasuo       | Takeda Tetsuya                        |            |
| 8.    | "Watashi ga fushigi" (わたしが不思議)                                 | Takeda Tetsuya | Kikuchi Shunsuke | Ōsugi Kumiko                          |            |
| 9.    | "Tomodachi Dakara" (友達だから)                                       | Takeda Tetsuya | Yamaki Yasuyo    | Ōyama Nobuyo, Morinoki Jido Gasshodan |            |
| 10.   | "Kimi ga Irukara" (君がいるから)                                      | Takeda Tetsuya | Yamaki Yasuyo    | Horie Mitsuko, Kōrogi’ 73             |            |
| 11.   | "Toki no tabibito" (時の旅人)                                         | Takeda Tetsuya | Horiuchi Takao   | Nishida Toshiyuki                     |            |
| 12.   | "Ten Made Todoke" (天までとどけ)                                      | Takeda Tetsuya | Horiuchi Takao   | Takeda Tetsuya                        |            |
| 13.   | "Yume no Yukue" (夢のゆくえ)                                          | Takeda Tetsuya | Shiratori Sumio  | Shiratori Emiko                       |            |
| 14.   | "Kumo ga Yuku no Wa" (雲がゆくのは)                                   | Takeda Tetsuya | Fukano Yoshikazu | Takeda Tetsuya                        |            |
| 15.   | "Nani ka ī koto kitto aru" (何かいい事きっとある)                     | Takeda Tetsuya | Serizawa Hiroaki | Shimazaki Wakako                      |            |
| 16.   | "Yume no Hito" (夢の人)                                               | Takeda Tetsuya | Fukano Yoshikazu | Takeda Tetsuya, Ichiza                |            |
| 17.   | "Sekai wa Gū choki pā" (世界はグー・チョキ・パー)                     | Takeda Tetsuya | Fukano Yoshikazu | Takeda Tetsuya, Ichiza                |            |

| Đĩa 2 | Đĩa 2                                            | Đĩa 2                          | Đĩa 2            | Đĩa 2                    | Đĩa 2      |
| STT   | Nhan đề                                          | Phổ lời                        | Phổ nhạc         | Trình bày                | Thời lượng |
| ----- | ------------------------------------------------ | ------------------------------ | ---------------- | ------------------------ | ---------- |
| 1.    | "Sayonara ni Sayonara" (さよならにさよなら)      | Takeda Tetsuya                 | Chiba Kazuomi    | Kaientai                 |            |
| 2.    | "Watashi no Naka no Ginga" (私の中の銀河)        | Takeda Tetsuya                 | Chiba Kazuomi    | Kaientai                 |            |
| 3.    | "Love is you"                                    | Takahashi Ken                  | Yazawa Eikichi   | Yazawa Eikichi           |            |
| 4.    | "Hot Milk" (ホットミルク)                        | Iwashiro Yumi, Hinano          | Kamomiya Ryō     | Yoshikawa Hinano         |            |
| 5.    | "Doraemon no Uta" (ドラえもんのうた)             | Kusube Kō                      | Kikuchi Shunsuke | Yoshikawa Hinano         |            |
| 6.    | "Aoi Sora Poketto sa" (青い空はポケットさ)       | Takada Hirō                    | Kikuchi Shunsuke | Ōsugi Kumiko             |            |
| 7.    | "Boku-tachi Chikyūjin" (ぼくたち地球人)          | Minamoto Takashi               | Kikuchi Shunsuke | Horie Mitsuko            |            |
| 8.    | "Aozoratteīna" (青空っていいな)                  | Takada Hirō                    | Kikuchi Shunsuke | Horie Mitsuko            |            |
| 9.    | "Doraemon Ekaki Uta" (ドラえもん・えかきうた)    | Kusube Kō                      | Kikuchi Shunsuke | Ōyama Nobuyo             |            |
| 10.   | "Maru kao no Uta" (まる顔のうた)                 | Takada Hirō                    | Kikuchi Shunsuke | Ōyama Nobuyo             |            |
| 11.   | "Doraemon Ondo" (ドラえもん音頭)                 | Fujiko Fujio (Fujiko F. Fujio) | Kikuchi Shunsuke | Ōyama Nobuyo, Kōrogi’ 73 |            |
| 12.   | "Boku Doraemon" (ぼくドラえもん)                 | Fujiko Fujio (Fujiko F. Fujio) | Kikuchi Shunsuke | Ōyama Nobuyo, Kōrogi’ 73 |            |
| 13.   | "Doraemon Komori Uta" (ドラえもん子守唄)         | Fujiko Fujio                   | Kikuchi Shunsuke | Ōsugi Kumiko             |            |
| 14.   | "Nonkina Nobitakun" (のんきなのび太くん)         | Baba Susumu                    | Kikuchi Shunsuke | Ohara Noriko             |            |
| 15.   | "Shizukachan no Uta" (しずかちゃんのうた)        | Baba Susumu                    | Kikuchi Shunsuke | Kaori Kumiko             |            |
| 16.   | "Ore wa Jaian samada!" (おれはジャイアンさまだ!) | Tatekabe Kazuya                | Kikuchi Shunsuke | Tatekabe Kazuya          |            |
| 17.   | "Suneo no Uta" (スネ夫のうた)                    | Kimotsuki Kaneta               | Kikuchi Shunsuke | Kimotsuki Kaneta         |            |
| 18.   | "Hello! Dorami-chan" (ハロー!ドラミちゃん)       | Yoshimoto Yumi                 | Kikuchi Shunsuke | Yamano Satoko            |            |
| 19.   | "Doraemon no Uta" (ドラえもんのうた)             | Kusube Kō                      | Kikuchi Shunsuke | Yamano Satoko            |            |

### Doraemon Soundtrack History
| Đĩa 1 | Đĩa 1                                                                                                 | Đĩa 1   | Đĩa 1      |
| STT   | Nhan đề                                                                                               | Phổ lời | Thời lượng |
| ----- | --- | ------- | ---------- |
| 1.    | "Doraemon no Uta (Ōsugi Kumiko-ban, TV size)" (ドラえもんのうた (大杉久美子版・TVサイズ))             |         | 1:16       |
| 2.    | "Mirai no Kuni kara Harubaru to" (未来の国からはるばると)                                             |         | 4:15       |
| 3.    | "Doraemo ~n!" (ドラえも~ん!)                                                                          |         | 5:16       |
| 4.    | "Himitsu Dōgu Tōjō! !" (ひみつ道具登場!!)                                                             |         | 5:14       |
| 5.    | "Doraemon Ondo (TV size)" (ドラえもん音頭(TVサイズ))                                                  |         | 1:02       |
| 6.    | "Aoi Sora wa Pocket sa (TV Size)" (青い空はポケットさ(TVサイズ))                                      |         | 1:02       |
| 7.    | "Doraemon no Uta (Instrumental)" ( ドラえもんのうた(インストゥルメンタル))                            |         | 2:57       |
| 8.    | "Urara Kana Hirusagari ~ Suriru! Sasupensu! !" (うららかな昼下がリ~スリル!サスペンス!!)               |         | 4:20       |
| 9.    | "Sutekina Dōgu de Suisui to" (ステキな道具でスイスイと)                                               |         | 3:00       |
| 10.   | "Nobita no Dai Shippai" ( のび太の大失敗)                                                             |         | 2:52       |
| 11.   | "Ending ~ Tanoshimi ni Mattete ne!" ( エンディング~楽しみにまっててね!)                               |         | 3:46       |
| 12.   | "Maru kao no Uta (TV Size)" (まる顔のうた(TVサイズ))                                                  |         | 1:03       |
| 13.   | "Boku-tachi Chikyūjin (TV Size, Horie Mitsuko)" (ぼくたち地球人(TVサイズ))                            |         | 1:02       |
| 14.   | "Aozoratte Īna (TV size, Horie Mitsuko)" (青空っていいな(TVサイズ))                                   |         | 1:21       |
| 15.   | "Aoi Sora wa Pocket sa (1 Chorus Instrumental)" (青い空はポケットさ(1コーラス・インストゥルメンタル)) |         | 0:48       |
| 16.   | "Doraemon no Uta (TV size, Yamano Satoko)" (ドラえもんのうた(山野さと子版・TVサイズ))                 |         | 1:17       |
| 17.   | ""Doraemon" Stereo-ban Ongaku Medley Part 1" (「ドラえもん」ステレオ版音楽メドレ-part1)               |         | 7:36       |
| 18.   | "Boku Doraemon (Instrumental)" (ぼくドラえもん(インストゥルメンタル))                                 |         | 0:48       |
| 19.   | ""Doraemon" Stereo-ban Ongaku Medley Part 2" ( 「ドラえもん」ステレオ版音楽メドレ-part2)              |         | 6:27       |
| 20.   | "Boku Doraemon 2112 (TV size, Oyama Nobuyo)" (ぼくドラえもん2112(TVサイズ))                           |         | 0:55       |
| 21.   | "Kaettekita Doraemon (Tổ khúc)" (帰ってきたドラえもん(組曲))                                          |         | 4:57       |
| 22.   | "Nobitanokekkonzen'ya (Tổ khúc)" (のび太の結婚前夜(組曲))                                             |         | 9:17       |
| 23.   | "Obāchan no Omoide (Tổ khúc)" (おばあちゃんの想い出(組曲))                                            |         | 3:48       |
| 24.   | "Aoi Sora wa Pocket sa (Yamano Satoko)" (青い空はポケットさ(山野さと子版))                            |         | 1:01       |

| Đĩa 2 | Đĩa 2                                                                          | Đĩa 2      |
| STT   | Nhan đề                                                                        | Thời lượng |
| ----- | ------------------------------------------------------------------------------ | ---------- |
| 1.    | "Boku Doraemon (TV size, Oyama Nobuyo)" (ぼくドラえもん(TVサイズ))             | 0:46       |
| 2.    | "Nobita no Uchū Kaitakushi (Tổ khúc)" (のび太の宇宙開拓史(組曲))               | 2:53       |
| 3.    | "Kokoro o Yurashite (eiga size, Iwabuchi Makoto)" (心をゆらして(映画サイズ))   | 2:02       |
| 4.    | "Nobita no Dai Makyō (Tổ khúc)" (のび太の大魔境(組曲))                         | 2:26       |
| 5.    | "Dakara Minna de (eiga size, Iwabuchi Makoto)" ( だからみんなで(映画サイズ))   | 2:01       |
| 6.    | "Nobita no Kaitei Kiganjō (Tổ khúc)" (のび太の海底鬼岩城(組曲))                | 3:55       |
| 7.    | "Umi wa Boku-ra to (eiga size, Iwabuchi Makoto)" ( 海はぼくらと(映画サイズ))   | 2:32       |
| 8.    | "Nobita no Makai Daibōken (Tổ khúc)" (のび太の魔界大冒険(組曲))                | 4:39       |
| 9.    | "Nobita no Little Star Wars (Tổ khúc)" (のび太の小宇宙戦争(組曲))              | 4:35       |
| 10.   | "Nobita to Tetsujin Heidan (Tổ khúc)" (のび太と鉄人兵団(組曲))                 | 4:22       |
| 11.   | "Watashi ga Fushigi (eiga size)" (わたしが不思議(映画サイズ))                  | 2:31       |
| 12.   | "Nobita to Ryū no Kishi (Tổ khúc)" ( のび太と竜の騎士(組曲))                   | 2:25       |
| 13.   | "Nobita no Parallel Saiyūki (Tổ khúc)" (のび太のパラレル西遊記(組曲))          | 3:25       |
| 14.   | "Nobita no Nihon Tanjō (Tổ khúc)" (のび太の日本誕生(組曲))                     | 4:41       |
| 15.   | "Nobita to Animal Planet (Tổ khúc)" (のび太とアニマル惑星(組曲))               | 4:28       |
| 16.   | "Nobita no Dorabian Nights (Tổ khúc)" ( のび太のドラビアンナイト(組曲))        | 3:29       |
| 17.   | "Nobita to Kumo no Ōkoku (Tổ khúc)" (のび太と雲の王国(組曲))                   | 3:46       |
| 18.   | "Nobita to Buriki no Labyrinth (Tổ khúc)" (のび太とブリキの迷宮(組曲))         | 3:43       |
| 19.   | "Nobita to Mugen Sankenshi (Tổ khúc)" (のび太と夢幻三剣士(組曲))               | 4:06       |
| 20.   | "Nobita no Sōsei Nikki (Tổ khúc)" (のび太の創世日記(組曲))                     | 1:15       |
| 21.   | "Nobita to Ginga Express (Tổ khúc)" ( のび太と銀河超特急(組曲))                | 4:29       |
| 22.   | "Nobita no Neji maki City Bōken-ki (Tổ khúc)" (のび太のねじ巻都市冒険記(組曲)) | 4:04       |
| 23.   | "Pocket no Naka ni (eiga size, Oyama Nobuyo)" (ポケットの中に(映画サイズ))     | 2:08       |

### Boku Doraemon ~Doraemon Song Collection~
| Đĩa 1 | Đĩa 1                                                                                            | Đĩa 1              | Đĩa 1             | Đĩa 1                                             | Đĩa 1      |
| STT   | Nhan đề                                                                                          | Phổ lời            | Phổ nhạc          | Trình bày                                         | Thời lượng |
| ----- | ------------------------------------------------------------------------------------------------ | ------------------ | ----------------- | ------------------------------------------------- | ---------- |
| 1.    | "Doraemon no Uta" (ドラえもんのうた)                                                             | Kusube Kō          | Kikuchi Shunsuke  | Ōsugi Kumiko                                      | 2:57       |
| 2.    | "Aoi Sora wa Pocket sa" (青い空はポケットさ)                                                     | Takada Hirō        | Kikuchi Shunsuke  | Ōsugi Kumiko                                      | 2:37       |
| 3.    | "Doraemon Ekaki Uta" (ドラえもん・えかきうた)                                                    | Kusube Kō          | Kikuchi Shunsuke  | Ōyama Nobuyo                                      | 1:02       |
| 4.    | "Doraemon Ondo" (ドラえもん音頭)                                                                 | Fujiko F. Fujio    | Kikuchi Shunsuke  | Ōyama Nobuyo, Kōrogi’ 73                          | 2:46       |
| 5.    | "Boku Doraemon" (ぼくドラえもん)                                                                 | Fujiko F. Fujio    | Kikuchi Shunsuke  | Ōyama Nobuyo, Kōrogi’ 73                          | 2:18       |
| 6.    | "Wanpaku san'ningumi" (ワンパク三人組)                                                           | Baba Susumu        | Kikuchi Shunsuke  | Ohara Noriko - Kimotsuki Kaneta - Tatekabe Kazuya | 1:41       |
| 7.    | "Doradora Doko Ka ni Doraemon" (ドラドラどこかにドラえもん)                                      | Kita Jōmakoto      | Kikuchi Shunsuke  | Ōsugi Kumiko                                      | 1:51       |
| 8.    | "Doraemon no Yume" (ドラえもんの夢)                                                              | Baba Susumu        | Kikuchi Shunsuke  | Ōsugi Kumiko                                      | 2:38       |
| 9.    | "Doraemon Māchi" (ドラえもんマーチ)                                                              | Wakabayashi Ichirō | Kikuchi Shunsuke  | Kōrogi' 73                                        | 2:14       |
| 10.   | "Doraemon Kazoe Uta" (ドラえもん数えうた)                                                        | Baba Susumu        | Kikuchi Shunsuke  | Ōyama Nobuyo, Kōrogi' 73                          | 2:37       |
| 11.   | "Doraemon Jā nyi" (ドラえもんじゃあニィ)                                                         | Kita Jōmakoto      | Kikuchi Shunsuke  | Ōyama Nobuyo                                      | 3:39       |
| 12.   | "Sutekina Isshūkan" (すてきな一週間)                                                             | Kusube Kō          | Kikuchi Shunsuke  | Kōrogi' 73                                        | 3:04       |
| 13.   | "Ī yatsuna nda yo Doraemon" (いいやつなんだよドラえもん)                                         | Kusube Kō          | Kikuchi Shunsuke  | Ōsugi Kumiko                                      | 2:25       |
| 14.   | "Doraemon Shiritori Uta" (ドラえもんしりとりうた)                                                | Baba Susumu        | Kikuchi Shunsuke  | Kōrogi' 73                                        | 2:39       |
| 15.   | "Doraemon New Year" (ドラえもんにゅうイヤー)                                                     | Kita Jōmakoto      | Kikuchi Shunsuke  | Ōyama Nobuyo                                      | 2:18       |
| 16.   | "Pocket Poppoppō" (ぽけっとポッポッポー)                                                         | Yamamoto Masayuki  | Yamamoto Masayuki | Kōrogi' 73                                        | 3:14       |
| 17.   | "(Zō to Kotōsan Kara) Zō-san no Hitomi wa Naze Aoi" ((ゾウと小父さんから)ゾウさんの瞳はなぜ青い) | Kita Jōmakoto      | Kikuchi Shunsuke  | Ōsugi Kumiko                                      | 3:05       |
| 18.   | "Ukiuki Time Travel" (うきうきタイムトラベル)                                                    | Yamamoto Masayuki  | Yamamoto Masayuki | Kōrogi' 73                                        | 3:29       |
| 19.   | "Doramichan no Ekaki Uta" (ドラミちゃんのえかきうた)                                             | Kusube Aya         | Kikuchi Shunsuke  | Yokozawa Keiko                                    | 1:03       |
| 20.   | "Doraemon Komori Uta" (ドラえもん子守唄)                                                         | Fujiko Fujio       | Kikuchi Shunsuke  | Ōsugi Kumiko                                      | 4:31       |

| Đĩa 2 | Đĩa 2                                                            | Đĩa 2                | Đĩa 2                | Đĩa 2                                  | Đĩa 2      |
| STT   | Nhan đề                                                          | Phổ lời              | Phổ nhạc             | Trình bày                              | Thời lượng |
| ----- | ---------------------------------------------------------------- | -------------------- | -------------------- | -------------------------------------- | ---------- |
| 1.    | "Ore wa Jaian samada!" (おれはジャイアンさまだ!)                 | Tatekabe Kazuya      | Kikuchi Shunsuke     | Tatekabe Kazuya                        | 2:09       |
| 2.    | "Nonkina Nobitakun" (のんきなのび太くん)                         | Baba Susumu          | Kikuchi Shunsuke     | Ohara Noriko                           | 3:46       |
| 3.    | "Shizukachan no Uta" (しずかちゃんのうた)                        | Baba Susumu          | Kikuchi Shunsuke     | Kaori Kumiko                           | 3:09       |
| 4.    | "Suneo no Uta" (スネ夫のうた)                                    | Kimotsuki Kaneta     | Kikuchi Shunsuke     | Kimotsuki Kaneta                       | 2:15       |
| 5.    | "Pokapoka Fuwafuwa" (ぽかぽかふわふわ)                           | Takada Hirō          | Kikuchi Shunsuke     | Ōsugi Kumiko, Columbia Yuri Kago-kai   | 3:00       |
| 6.    | "Marukao no Uta" (まる顔のうた)                                  | Takada Hirō          | Kikuchi Shunsuke     | Ōyama Nobuyo                           | 2:21       |
| 7.    | "Santa Claus wa Doko no Hito" (サンタクロースはどこのひと)       | Takada Hirō          | Kikuchi Shunsuke     | Ōyama Nobuyo                           | 3:14       |
| 8.    | "Doraemon no Christmas" (ドラえもんのクリスマス)                 | Baba Susumu          | Kikuchi Shunsuke     | Ōyama Nobuyo                           | 3:28       |
| 9.    | "Boku-tachi Chikyūjin" (ぼくたち地球人)                          | Minamoto Takashi     | Kikuchi Shunsuke     | Horie Mitsuko                          | 1:54       |
| 10.   | "Rōkyoku Doraemon" (浪曲ドラえもん)                              | Kotani Natsu         | Kikuchi Shunsuke     | Ōyama Nobuyo                           | 3:45       |
| 11.   | "Ashita Asatte Shiasatte" (あした・あさって・しあさって)         | Takada Hirō          | Kikuchi Shunsuke     | Ohara Noriko, Morinoki Jido Gasshodan  | 2:42       |
| 12.   | "Aozoratteīna" (青空っていいな)                                  | Takada Hirō          | Kikuchi Shunsuke     | Horie Mitsuko                          | 3:24       |
| 13.   | "Doraemon no Uta" (ドラえもんのうた)                             | Kusube Kō            | Kikuchi Shunsuke     | Yamano Satoko                          | 3:02       |
| 14.   | "Hello! Dorami chan" (ハロー!ドラミちゃん)                       | Yoshimoto Yumi       | Kikuchi Shunsuke     | Yamano Satoko                          | 2:54       |
| 15.   | "Ashita mo♥Tomodachi" (あしたも♥ともだち)                        | Nishiwaki Yui        | Nishiwaki Yui        | Nishiwaki Yui                          | 2:44       |
| 16.   | "Boku Doraemon 2112" (ぼくドラえもん2112)                        | Fujiko F. Fujio      | Kikuchi Shunsuke     | Ōyama Nobuyo, Kōrogi' 73               | 2:34       |
| 17.   | "Yojigen Pocket" (四次元ポケット)                                | Maekawa Yutaka       | Sagara Masae         | Yamano Satoko, Morinoki Jido Gasshodan | 3:09       |
| 18.   | "Hitori Janai ~I'll Be There~" (ひとりじゃない～I'll Be There～) | Banana Ice           | Banana Ice           | Konishi, Nīyama Chiharu                | 5:21       |
| 19.   | "Doraemon no Uta" (ドラえもんのうた)                             | Kusube Kō            | Kikuchi Shunsuke     | Tokyo Purin                            | 2:19       |
| 20.   | "Tanpopo no Uta" (タンポポの詩)                                  | Takamizawa Toshihiko | Takamizawa Toshihiko | The Alfee                              | 5:23       |

### Dora the Movie 25th - Doraemon Movie Song Collection
| STT              | Nhan đề                                                                                  | Phổ lời               | Phổ nhạc                               | Trình bày                         | Thời lượng |
| ---------------- | ---------------------------------------------------------------------------------------- | --------------------- | -------------------------------------- | --------------------------------- | ---------- |
| 1.               | "Pocket no Naka ni" (ポケットの中に)                                                     | Takeda Tetsuya        | Kikuchi Shunsuke                       | Ōyama Nobuyo, Young Fresh         | 3:04       |
| 2.               | "Kokoro wo Yurashi te" (心をゆらして)                                                    | Takeda Tetsuya        | Kikuchi Shunsuke                       | Iwabuchi Makoto                   | 2:59       |
| 3.               | "Dakara Minna de" (だからみんなで)                                                       | Takeda Tetsuya        | Kikuchi Shunsuke                       | Iwabuchi Makoto                   | 3:37       |
| 4.               | "Umi wa Bokurato" (海はぼくらと)                                                         | Takeda Tetsuya        | Kikuchi Shunsuke                       | Iwabuchi Makoto                   | 3:53       |
| 5.               | "Shōnen-ki" (少年期)                                                                     | Takeda Tetsuya        | Sakō Yasuo                             | Takeda Tetsuya                    | 3:14       |
| 6.               | "Watashi ga Fushigi" (わたしが不思議)                                                    | Takeda Tetsuya        | Kikuchi Shunsuke                       | Ōsugi Kumiko                      | 3:03       |
| 7.               | "Tomodachi Dakara" (友達だから)                                                          | Takeda Tetsuya        | Yamaki Yasuyo, Morinoki Jido Gasshodan | Ōyama Nobuyo                      | 3:42       |
| 8.               | "Kimi ga Iru Kara" (君がいるから)                                                        | Takeda Tetsuya        | Yamaki Yasuyo                          | Horie Mitsuko                     | 3:44       |
| 9.               | "Ten Made Todoke" (天までとどけ)                                                         | Takeda Tetsuya        | Horiuchi Takao                         | Takeda Tetsuya                    | 5:25       |
| 10.              | "Nani ka Ii koto Kitto Aru" (何かいい事きっとある)                                       | Takeda Tetsuya        | Serizawa Hiroaki                       | Shimazaki Wakano                  | 4:34       |
| 11.              | "Tomodachi Na no Ni" (友達なのに)                                                        | Shiramine Mitsuko     | Kiyooka Chiho                          | Kuko                              | 3:46       |
| 12.              | "Itoshino Nyāo" (愛しのニャーオ)                                                         | Yoshimoto Yumi        | Kikuchi Shunsuke                       | Yokoyama Chisa                    | 3:04       |
| 13.              | "Hot Milk"                                                                               | Iwashiro Yumi, Hinano | Kamomiya Ryō                           | Yoshikawa Hinano                  | 4:31       |
| 14.              | "Shiawase no Door" (幸せのドア)                                                          | Sawada Chikako        | Hayashi Jin                            | Nakanishi Yasushi, Sawada Chikako | 4:34       |
| 15.              | "Doraemon no Uta" (ドラえもんのうた)                                                     | Kusube Kō             | Kikuchi Shunsuke                       | Vienna Boys Choir                 | 3:05       |
| 16.              | "Kono Hoshi no Doko ka de" (この星のどこかで)                                            | Kamimura Mihoko       | Ōe Senri                               | Yuki Saori                        | 4:01       |
| 17.              | "Hagushiyō" (ハグしよう)                                                                 | Takekawa Yukihide     | Takekawa Yukihide                      | Takekawa Kukihide& T' s Company   | 4:11       |
| 18.              | "Sayonara to Wa Twanaide" (さよならとは言わないで)                                       | Da Capo               | Da Capo                                | Da Capo                           | 4:12       |
| 19.              | "Kimi ni Aitakute" (キミに会いたくて)                                                    | Kosaka Akiko          | Kosaka Akiko                           | Kosaka Akiko                      | 3:34       |
| 20.              | "Issho ni Arukō ~ Walking into sunshine ～" (いっしょに歩こう 〜Walking Into Sunshine〜) | Banana Ice            | Banana Ice                             | Konishiki                         | 4:49       |
| Tổng thời lượng: | Tổng thời lượng:                                                                         | Tổng thời lượng:      | Tổng thời lượng:                       | Tổng thời lượng:                  | 77:00      |

### Doraemon Animation Soundtrack
| STT | Nhan đề                            | Thời lượng |
| --- | ---------------------------------- | ---------- |
| 1.  | "Yume o kika sete"                 |            |
| 2.  | "Oto nari no purin se su"          |            |
| 3.  | "Suneotto no o botcha manbo"       |            |
| 4.  | "Sokonoke! Jaian-sa mada"          |            |
| 5.  | "Doraemo n nanafushigi ~sono ni ~" |            |
| 6.  | "Kimi no naka no Nobita"           |            |

### Doraemon Ongaku-shū
| STT              | Nhan đề | Thời lượng |
| ---------------- | --- | ---------- |
| 1.               | "Opening "Yume o Kikasete" (1 Chorus)" (オープニング「夢をきかせて」(1コーラス))                                                   |            |
| 2.               | "Doraemon no Theme (M-43, M-50, M-54)" (ドラえもんのテーマ (M-43・M-50・M-54))                                                     |            |
| 3.               | "Susume! Doraemon Māchi (Instrumental)" (すすめ!ドラえもんマーチ (インスト))                                                       |            |
| 4.               | "Sokono ke! Jaian sama da (1 Chorus)" (そこのけ!ジャイアンさまだ (1コーラス))                                                      |            |
| 5.               | "Jaian no Theme (M-92, M-160)" (ジャイアンのテーマ (M-92・M-160))                                                                  |            |
| 6.               | "Jaian no Recital(M-88, có lời)" (ジャイアンのリサイタル (M-88・歌入り))                                                           |            |
| 7.               | "Himitsudōgu no Ongaku ~ Himitsu Dōgu Shōkai' Kai (M-61, M-57, M-78)" (ひみつ道具の音楽~ひみつ道具紹介 (M-61・M-57・M-78))         |            |
| 8.               | "Doraemon Himitsu Dōgu no Sūe Uta (Instrumental 1 Chrorus)" (ドラえもん ひみつ道具の数えうた (インスト1コーラス))                  |            |
| 9.               | "Suneo no Obotcha Manbo (1 Chorus)" (スネ夫のおぼっちゃマンボ (1コーラス))                                                         |            |
| 10.              | "Suneo no Theme (M-82, M-159)" (スネ夫のテーマ (M-82・M-159))                                                                      |            |
| 11.              | "Otonari no Princess (1 Chorus)" (おとなりのプリンセス (1コーラス))                                                                |            |
| 12.              | "Shizuka-chan no Theme (M-93)" (しずかちゃんのテーマ (M-93))                                                                       |            |
| 13.              | "Shizuka-chan no Violin (M - 77)" (しずかちゃんのヴァイオリン (M-77))                                                              |            |
| 14.              | "Nobita-kun 0-ten (1 Chorus)" (のび太くん0点 (1コーラス))                                                                          |            |
| 15.              | "Nobita-kun no Theme Sono 1 (M-125, M-85)" (のび太くんのテーマ その1 (M-125・M-85))                                                |            |
| 16.              | "Nobita-kun no Theme Sono 2 (M-44, M-27)" (のび太くんのテーマ その2 (M-44・M-27))                                                  |            |
| 17.              | "Kimi no Naka no Nobita (1 Chorus)" (キミのなかののび太 (1コーラス))                                                               |            |
| 18.              | "Kandō! Theme Sono 1 (M-11, M-143)" (感動!テーマ その1 (M-11・M-143))                                                              |            |
| 19.              | "Kandō! Theme Sono 2 (M-5, M-9)" (感動!テーマ その2 (M-5・M-9))                                                                    |            |
| 20.              | "Suspense Theme Sono 1 (M-55, M-79)" (サスペンス・テーマ その1 (M-55・M-79))                                                       |            |
| 21.              | "Suspense Theme Sono 2 (M-80, M-115, M-166)" (サスペンス・テーマ その2」(M-80・M-115・M-166))                                      |            |
| 22.              | "Zucoke Theme Sono 1 (M-40E, M-46)" (ズッコケ・テーマ その1」(M-40E・M-46))                                                        |            |
| 23.              | "Zucoke Theme Sono 2 (M-121, M-166)" (ズッコケ・テーマ その2」(M-121・M-166))                                                      |            |
| 24.              | "Nichijō Theme Sono 1 (M-56, M-136)" (日常・テーマ その1」(M-56・M-136))                                                           |            |
| 25.              | "Nichijō Theme Sono 2 (M-163, M-45)" (日常・テーマ その2」(M-163・M-45))                                                           |            |
| 26.              | "Closing "Odore dore Dora Doraemon Ondo" (1 Chorus TV Size)" (クロージング「踊れ・どれ・ドラ・ドラえもん音頭」(1コーラスTVサイズ)) |            |
| Tổng thời lượng: | Tổng thời lượng: | 56:00      |

### Doraemon Song Collection
| STT              | Nhan đề                                                                     | Phổ lời          | Phổ nhạc         | Trình bày                              | Thời lượng |
| ---------------- | --------------------------------------------------------------------------- | ---------------- | ---------------- | -------------------------------------- | ---------- |
| 1.               | "Yume wo Kanaete Doraemon" (夢をかなえてドラえもん)                         | Kurosu Katsuhiko | Kurosu Katsuhiko | Mao                                    | 4:06       |
| 2.               | "Manmaru Boku ga Doraemon" (まんまる ボクがドラえもん)                      | Mike Sugiyama    | Sawada Kan       | Mizuta Wasabi                          | 2:46       |
| 3.               | "Nobitakun 0 Ten" (のび太くん0点)                                           | Mike Sugiyama    | Sawada Kan       | Ōhara Megumi                           | 2:40       |
| 4.               | "Suneo no Oboccha Manbo" (スネ夫のおぼっちゃマンボ)                         | Mike Sugiyama    | Sawada Kan       | Seki Tomokazu                          | 3:00       |
| 5.               | "Otonari No Princess" (おとなりのプリンセス)                                | Mike Sugiyama    | Sawada Kan       | Kakazu Yumi                            | 2:41       |
| 6.               | "Sokonoke! Jaian-sama Da" (そこのけ!ジャイアンさまだ)                       | Mike Sugiyama    | Sawada Kan       | Kimura Subaru                          | 3:13       |
| 7.               | "Yume wo Kikasete" (夢をきかせて)                                           | Mike Sugiyama    | Sawada Kan       | Morinoki Jido Gasshodan, Mizuta Wasabi | 3:41       |
| 8.               | "Odore Dore Dora Doraemon Ondo 2007" (踊れ・どれ・ドラ ドラえもん音頭 2007) | Mike Sugiyama    | Sawada Kan       | Dora-kko-tai, Mizuta Wasabi            | 4:13       |
| Tổng thời lượng: | Tổng thời lượng:                                                            | Tổng thời lượng: | Tổng thời lượng: | Tổng thời lượng:                       | 26:00      |

### Doraemon Uta no Daikōshin
| STT              | Nhan đề                                                                | Phổ lời          | Phổ nhạc         | Trình bày                                                             | Thời lượng |
| ---------------- | ---------------------------------------------------------------------- | ---------------- | ---------------- | --------------------------------------------------------------------- | ---------- |
| 1.               | "Yume wo Kanaete Doraemon" (夢をかなえてドラえもん)                    | Kurosu Katsuhiko | Kurosu Katsuhiko | Mao                                                                   | 4:04       |
| 2.               | "Susume! Doraemon Māchi" (すすめ!ドラえもんマーチ)                     | Mike Sugiyama    | Sawada Kan       | Morinoki Jido Gasshodan, Mizuta Wasabi                                | 2:37       |
| 3.               | "Doraemon Nana Fushigi ~Sono Ichi ~" (ドラえもん・七不思議~其の一~)    | Mike Sugiyama    | Sawada Kan       | Morinoki Jido Gasshodan, Mizuta Wasabi, Horiuchi Hōri. Horiuchi Aishō | 3:38       |
| 4.               | "Doraemon Himitsu Dōgu no Kazoe Uta" (ドラえもん ひみつ道具の数えうた) | Mike Suguyama    | Sawada Kan       | Mizuta Wasabi, Morinoki Jido Gasshodan                                | 4:06       |
| 5.               | "Doraemon Ekaki Uta" (ドラえもん・えかきうた)                          | Kusube Kō        | Kikuchi Shunsuke | Mizuta Wasabi                                                         | 1:00       |
| 6.               | "Doramichan no Ekaki Uta" (ドラミちゃんのえかきうた)                   | Kusube Aya       | Kikuchi Shunsuke | Chiaki                                                                | 1:00       |
| 7.               | "Doraemon Nana Fushigi ~ Sono ni ~" (ドラえもん・七不思議~其の二~)     | Mike Sugiyama    | Sawada Kan       | Morinoki Jido Gasshodan, Mizuta Wasabi                                | 3:37       |
| 8.               | "Kimi no Naka no Nobita" (キミのなかののび太)                          | Mike Sugiyama    | Sawada Kan       | Horie Mitsuko                                                         | 4:36       |
| Tổng thời lượng: | Tổng thời lượng:                                                       | Tổng thời lượng: | Tổng thời lượng: | Tổng thời lượng:                                                      | 24:00      |

### Doraemon Eigo no Uta
| STT              | Nhan đề                                                           | Thời lượng |
| ---------------- | ----------------------------------------------------------------- | ---------- |
| 1.               | "Talk 1 Opening" (トーク1オープニング)                            |            |
| 2.               | "ABCD Doraemon" (ABCD ドラえもん)                                 |            |
| 3.               | "Talk 2" (トーク2)                                                |            |
| 4.               | "The Alphabet (ABC no Uta)" (The Alphabet (ABCのうた))            |            |
| 5.               | "Talk 3" (トーク3)                                                |            |
| 6.               | "Seven Steps" (セブン ステップス)                                 |            |
| 7.               | "Talk 4" (トーク4)                                                |            |
| 8.               | "Hello" (ハロー)                                                  |            |
| 9.               | "What’ s Your name?" (あなたの おなまえは?)                       |            |
| 10.              | "Goodbye" (またね)                                                |            |
| 11.              | "Talk 5" (トーク5)                                                |            |
| 12.              | "Hokey Pokey" (ホーキー・ポーキー)                                |            |
| 13.              | "Head, Shoulders, Knees and Toes" (あたま、かた、ひざ、つまさき)  |            |
| 14.              | "I’ m a Little Teapot" (わたしは 小さな ティーポット)             |            |
| 15.              | "Where Is Doraemon?" (ドラえもん どこ?)                           |            |
| 16.              | "Talk 6" (トーク6)                                                |            |
| 17.              | "Old MacDonald Had a Farm" (マクドナルドおじいさんのゆかいな農場) |            |
| 18.              | "Ten Little Minidoras" (10人のミニドラ)                           |            |
| 19.              | "Row, Row, Row Your Boat" (こげこげ、ボートを)                    |            |
| 20.              | "Talk 7" (トーク7)                                                |            |
| 21.              | "ABCD Doraemon" (ABCD ドラえもん)                                 |            |
| Tổng thời lượng: | Tổng thời lượng:                                                  | 22:00      |

### TV Anime 30 Shūnenkinen Doraemon TV Shudaika Zenshū
| Đĩa 1 | Đĩa 1                                                 | Đĩa 1            | Đĩa 1            | Đĩa 1           | Đĩa 1      |
| STT   | Nhan đề                                               | Phổ lời          | Phổ nhạc         | Trình bày       | Thời lượng |
| ----- | ----------------------------------------------------- | ---------------- | ---------------- | --------------- | ---------- |
| 1.    | "Yume wo Kanaete Doraemon" (夢をかなえてドラえもん)   | Kurosu Katsuhiko | Kurosu Katsuhiko | Mao             | 4:07       |
| 2.    | "Hagushichao" (ハグしちゃお)                          | Agi Yōko         | Uzaki Ryūdō      | Natsukawa Rimi  | 3:51       |
| 3.    | "Boku Doraemon" (ぼくドラえもん)                      | Fujiko F. Fujio  | Kikuchi Shunsuke | Ōyama Nobuyo    | 2:17       |
| 4.    | "Doraemon no Uta" (ドラえもんのうた)                  | Kusube Kō        | Kikuchi Shunsuke | Ōsugi Kumiko    | 2:56       |
| 5.    | "Doraemon no Uta" (ドラえもんのうた)                  | Kusube Kō        | Kikuchi Shunsuke | Yamano Satoko   | 3:01       |
| 6.    | "Doraemon no Uta" (ドラえもんのうた)                  | Kusube Kō        | Kikuchi Shunsuke | Tokyo Purin     | 2:18       |
| 7.    | "Doraemon no Uta" (ドラえもんのうた)                  | Kusube Kō        | Kikuchi Shunsuke | Watanabe Misato | 3:05       |
| 8.    | "Doraemon no Uta" (ドラえもんのうた)                  | Kusube Kō        | Kikuchi Shunsuke | Aji             | 3:10       |
| 9.    | "Doraemon Ekaki Uta" (ドラえもん・えかきうた)         | Kusube Kō        | Kikuchi Shunsuke | Mizuta Wasabi   | 1:03       |
| 10.   | "Dorami-chan no Ekaki Uta" (ドラミちゃんのえかきうた) | Kusube Aya       | Kikuchi Shunsuke | Chiaki          | 1:02       |
| 11.   | "Doraemon Ekaki Uta" (ドラえもん・えかきうた)         | Kusube Kō        | Kikuchi Shunsuke | Ōyama Nobuyo    | 1:02       |
| 12.   | "Dorami-chan no Ekaki Uta" (ドラミちゃんのえかきうた) | Kusube Aya       | Kikuchi Shunsuke | Yokozawa Keiko  | 1:01       |

| Đĩa 2 | Đĩa 2                                                                       | Đĩa 2                                          | Đĩa 2                | Đĩa 2                       | Đĩa 2      |
| STT   | Nhan đề                                                                     | Phổ lời                                        | Phổ nhạc             | Trình bày                   | Thời lượng |
| ----- | --------------------------------------------------------------------------- | ---------------------------------------------- | -------------------- | --------------------------- | ---------- |
| 1.    | "Aoi Sora wa Pocket sa" (青い空はポケットさ)                                | Takada Hirō                                    | Kikuchi Shunsuke     | Ōsugi Kumiko                | 2:36       |
| 2.    | "Maru-kao no Uta" (まる顔のうた)                                            | Takada Hirō                                    | Kikuchi Shunsuke     | Ōyama Nobuyo                | 2:20       |
| 3.    | "Santa Claus wa Doko no Hito" (サンタクロースはどこのひと)                  | Takada Hirō                                    | Kikuchi Shunsuke     | Ōyama Nobuyo                | 3:13       |
| 4.    | "Boku-tachi Chikyuu-jin" (ぼくたち地球人)                                   | Minamoto Takashi                               | Kikuchi Shunsuke     | Horie Mitsuko               | 1:53       |
| 5.    | "Aozoratteīna" (青空っていいな)                                             | Takada Hirō                                    | Kikuchi Shunsuke     | Horie Mitsuko               | 3:24       |
| 6.    | "Ashitamo♥Tomodachi" (あしたも♥ともだち)                                    | Nishiwaki Yui                                  | Nishiwaki Yui        | Nishiwaki Yui               | 2:44       |
| 7.    | "Boku Doraemon 2112" (ぼくドラえもん2112)                                   | Fujiko F. Fujio                                | Kikuchi Shunsuke     | Ōyama Nobuyo, Kōrogi' 73    | 2:33       |
| 8.    | "Mata Aeru hi Made" (またあえる日まで)                                      | Adventure Camp no Kodomo dachi, Kitagawa Yūjin | Kitagawa Yūjin       | Yuzu                        | 3:27       |
| 9.    | "Tanpopo no Uta" (タンポポの詩歌)                                           | Takamizawa Toshihiko                           | Takamizawa Toshihiko | The Alfee                   | 5:25       |
| 10.   | "YUME Biyori" (YUME日和)                                                    | Obata Hideyuki                                 | Miyazaki Ayumi       | Shimatani Hitomi            | 4:06       |
| 11.   | "Aa Ii na!" (あぁ いいな!)                                                  | Tsunku                                         | Tsunku               | W                           | 3:49       |
| 12.   | "Doraemon Ondo" (ドラえもん音頭)                                            | Fujiko F. Fujio                                | Kikuchi Shunsuke     | Ōyama Nobuyo                | 2:46       |
| 13.   | "Odore Dore Dora Doraemon Ondo" (踊れ・どれ・ドラ ドラえもん音頭)           | Mike Sugiyama                                  | Sawada Kan           | Mizuta Wasabi, Dora-kko-tai | 4:14       |
| 14.   | "Odore Dore Dora Doraemon Ondo 2007" (踊れ・どれ・ドラ ドラえもん音頭 2007) | Mike Sugiyama                                  | Sawada Kan           | Mizuta Wasabi, Dora-kko-tai | 4:12       |

### Doraemon Soundtrack History 2
Tất cả nhạc phẩm được soạn bởi Sawada Kan.
| Đĩa 1 | Đĩa 1 | Đĩa 1      |
| STT   | Nhan đề | Thời lượng |
| ----- | --- | ---------- |
| 1.    | "Prologue ~ Ken no Densetsu ~ (Nobita no Ningyo Daikaisen)" (プロローグ~剣の伝説~ (「のび太の人魚大海戦」))                                                 | 1:20       |
| 2.    | "Suneo to Palau no Shashin (Nobita no Ningyo Daikaisen)" (スネ夫とパラオの写真 (「のび太の人魚大海戦」))                                                    | 1:11       |
| 3.    | "Nobita to Doraemon (Nobita no Ningyo Daikaisen)" (のび太とドラえもん (「のび太の人魚大海戦」))                                                             | 1:39       |
| 4.    | "Shin'ya no Machi ga Kaitei ni (Nobita no Ningyo Daikaisen)" (深夜の町が海底に! (「のび太の人魚大海戦」))                                                   | 1:55       |
| 5.    | "Sophia to Tomodachi (Nobita no Ningyo Daikaisen)" (ソフィアとともだち (「のび太の人魚大海戦」))                                                            | 1:22       |
| 6.    | "Aqua Hoshi no Omoide (Nobita no Ningyo Daikaisen)" (アクア星の思い出 (「のび太の人魚大海戦」))                                                             | 1:39       |
| 7.    | "Tomodachi ni Narou (Nobita no Ningyo Daikaisen)" (友だちになろう (「のび太の人魚大海戦」))                                                                 | 1:14       |
| 8.    | "Buikin to Umi Gyozoku (Nobita no Ningyo Daikaisen)" (ブイキンと海魚族 (「のび太の人魚大海戦」))                                                            | 2:36       |
| 9.    | "Densetsu no Suichū Toshi (Nobita no Ningyo Daikaisen)" (伝説の水中都市 (「のび太の人魚大海戦」))                                                           | 1:32       |
| 10.   | "Umi e!~ Kyodai Utsubo no Kōgeki (Nobita no Ningyo Daikaisen)" (海へ!~巨大ウツボの攻撃 (「のび太の人魚大海戦」))                                            | 2:25       |
| 11.   | "Torae Rareta Shizukachan (Nobita no Ningyo Daikaisen)" (捕らえられたしずかちゃん (「のび太の人魚大海戦」))                                                 | 1:02       |
| 12.   | "Sō Kōgeki (Nobita no Ningyo Daikaisen)" (総攻撃 (「のび太の人魚大海戦」))                                                                                  | 1:11       |
| 13.   | "Yogen (Nobita no Ningyo Daikaisen)" (予言 (「のび太の人魚大海戦」))                                                                                        | 1:26       |
| 14.   | "Ken no Chikara (Nobita no Ningyo Daikaisen)" (剣の力 (「のび太の人魚大海戦」))                                                                             | 1:25       |
| 15.   | "Akiramenaide! (Nobita no Ningyo Daikaisen)" (あきらめないで! (「のび太の人魚大海戦」))                                                                     | 2:28       |
| 16.   | "Gyakuten no Shōri!~ Kiseki no Umi (Nobita no Ningyo Daikaisen)" (逆転の勝利!~奇跡の海 (「のび太の人魚大海戦」))                                            | 3:06       |
| 17.   | "Nobita no Fushigina Yume (Shin Nobita no Uchū Kaitakushi)" (のび太の不思議な夢 (「新・のび太の宇宙開拓史」))                                               | 1:15       |
| 18.   | "Burns Hakase no Sengai Katsudō (Shin Nobita no Uchū Kaitakushi)" (バーンズ博士の船外活動 (「新・のび太の宇宙開拓史」))                                     | 1:14       |
| 19.   | "Akichi Sōdō (Shin Nobita no Uchū Kaitakushi)" (空き地騒動 (「新・のび太の宇宙開拓史」))                                                                    | 0:27       |
| 20.   | "Jikū no Yugami (Shin Nobita no Uchū Kaitakushi)" (時空のゆがみ (「新・のび太の宇宙開拓史」))                                                               | 0:52       |
| 21.   | "Fushigi Seibutsu no Sumu Wakusei (Shin Nobita no Uchū Kaitakushi)" (不思議生物のすむ惑星 (「新・のび太の宇宙開拓史」))                                     | 1:04       |
| 22.   | "Kōyakōya Hoshi e ~ Nobita to Lopple-kun (Shin Nobita no Uchū Kaitakushi)" (コーヤコーヤ星へ~のび太とロップルくん (「新・のび太の宇宙開拓史」))             | 2:32       |
| 23.   | "Uchū-sen Part 1 (Shin Nobita no Uchū Kaitakushi)" (宇宙戦パート1 (「新・のび太の宇宙開拓史」))                                                             | 1:29       |
| 24.   | "Garutite Kōgyō (Shin Nobita no Uchū Kaitakushi)" (ガルタイト鉱業 (「新・のび太の宇宙開拓史」))                                                             | 1:36       |
| 25.   | "Kimi ga Warau Sekai (Shin Nobita no Uchū Kaitakushi)" (キミが笑う世界 (「新・のび太の宇宙開拓史」))                                                        | 1:27       |
| 26.   | "Lopple-kun to no Yakusoku (Shin Nobita no Uchū Kaitakushi)" (ロップルくんとの約束 (「新・のび太の宇宙開拓史」))                                            | 2:11       |
| 27.   | "Nobita ga Hero ni! (Shin Nobita no Uchū Kaitakushi)" (のび太がヒーローに! (「新・のび太の宇宙開拓史」))                                                    | 1:22       |
| 28.   | "Ma no Keikoku e (Shin Nobita no Uchū Kaitakushi)" (魔の渓谷へ (「新・のび太の宇宙開拓史」))                                                                | 1:41       |
| 29.   | "Tsukihi wa Nagarete ~ Kōyakōya-boshi no Ichi-nen (Shin Nobita no Uchū Kaitakushi)" (月日は流れて~コーヤコーヤ星の一年 (「新・のび太の宇宙開拓史」))        | 1:03       |
| 30.   | "Girāmin no Inbō (Shin Nobita no Uchū Kaitakushi)" (ギラーミンの陰謀 (「新・のび太の宇宙開拓史」))                                                          | 1:42       |
| 31.   | "Uchū-sen Part 2 (Shin Nobita no Uchū Kaitakushi)" (宇宙戦パート2 (「新・のび太の宇宙開拓史」))                                                             | 0:54       |
| 32.   | "Tachiagare, Yūsha yo (Shin Nobita no Uchū Kaitakushi)" (立ち上がれ、勇者よ (「新・のび太の宇宙開拓史」))                                                   | 0:56       |
| 33.   | "Saigo no Tatakai (Nobita tai Girāmin) (Shin Nobita no Uchū Kaitakushi)" (最後の戦い(のび太対ギラーミン) (「新・のび太の宇宙開拓史」))                      | 2:09       |
| 34.   | "Ikiteita Burns Hakase ~Sayonara, Roppurukun (Shin Nobita no Uchū Kaitakushi)" (生きていたバーンズ博士~さよなら、ロップルくん (「新・のび太の宇宙開拓史」)) | 3:23       |
| 35.   | "Uchū kara no Keikoku (Nobita to Midori no Kyojinden)" (宇宙からの警告 (「のび太と緑の巨人伝」))                                                            | 1:20       |
| 36.   | "Mori-tachi wa Ikite Iru (Nobita to Midori no Kyojinden)" (森たちは生きている (「のび太と緑の巨人伝」))                                                     | 1:53       |
| 37.   | "Fushigi na Ki (Nobita to Midori no Kyojinden)" (不思議な木 (「のび太と緑の巨人伝」))                                                                       | 1:00       |
| 38.   | "Hajimemashite, Kībō! (Nobita to Midori no Kyojinden)" (はじめまして、キー坊 (「のび太と緑の巨人伝」))                                                      | 1:51       |
| 39.   | "Kībō no Itazura (Nobita to Midori no Kyojinden)" (キー坊のいたずら (「のび太と緑の巨人伝」))                                                               | 1:08       |
| 40.   | "Heri Yuku Ryokuchi (Nobita to Midori no Kyojinden)" (減りゆく緑地 (「のび太と緑の巨人伝」))                                                                | 1:31       |
| 41.   | "Akūkan no Heishi (Nobita to Midori no Kyojinden)" (亜空間の兵士 (「のび太と緑の巨人伝」))                                                                  | 0:59       |
| 42.   | "Yōkoso, Midori no Wakusei e (Nobita to Midori no Kyojinden)" (ようこそ、緑の惑星へ (「のび太と緑の巨人伝」))                                               | 1:14       |
| 43.   | "Atarashī Sekai (Nobita to Midori no Kyojinden)" (新しい世界 (「のび太と緑の巨人伝」))                                                                      | 1:15       |
| 44.   | "Futatsu no Tsuki no Monogatari (Nobita to Midori no Kyojinden)" (二つの月の物語 (「のび太と緑の巨人伝」))                                                  | 1:04       |

| Đĩa 2 | Đĩa 2 | Đĩa 2      |
| STT   | Nhan đề | Thời lượng |
| ----- | --- | ---------- |
| 1.    | "Midori no Kyojinden (Nobita to Midori no Kyojinden)" (緑の巨人伝 (「のび太と緑の巨人伝」))                                                                     | 2:20       |
| 2.    | "Yama to Roku (Nobita to Midori no Kyojinden)" (ヤマとロク (「のび太と緑の巨人伝」))                                                                            | 0:58       |
| 3.    | "Mori no Serenāde (Nobita to Midori no Kyojinden)" (森のセレナーデ (「のび太と緑の巨人伝」))                                                                    | 1:28       |
| 4.    | "Rīre no Nyūjō (Nobita to Midori no Kyojinden)" (リーレの入場 (「のび太と緑の巨人伝」))                                                                         | 1:04       |
| 5.    | "Densetsu no Fukkatsu (Nobita to Midori no Kyojinden)" (伝説の復活 (「のび太と緑の巨人伝」))                                                                    | 1:45       |
| 6.    | "Kībō, Kyojin e (Nobita to Midori no Kyojinden)" (キー坊、巨人へ (「のび太と緑の巨人伝」))                                                                      | 1:15       |
| 7.    | "Kībō to Boku (Nobita to Midori no Kyojinden)" (キー坊とボク (「のび太と緑の巨人伝」))                                                                          | 1:29       |
| 8.    | "Inochi o Tsumugu Subete Mono-tachi ~ Kono Hoshi ni Umarete (Nobita to Midori no Kyojinden)" (命をつむぐ全てモノたち~この星に生まれて (「のび太と緑の巨人伝」)) | 2:33       |
| 9.    | "Sayonara, Kībō (Nobita to Midori no Kyojinden)" (さよなら、キー坊 (「のび太と緑の巨人伝」))                                                                    | 1:54       |
| 10.   | "Moshimo Mahō ga Tsukaetara (Nobita no Shin Makai Daibōken ~ 7-ri no Mahōtsukai ~)" (もしも魔法が使えたら (「のび太の新魔界大冒険 ~7人の魔法使い~」))           | 1:07       |
| 11.   | "Ochite Kita Sekizō (Nobita no Shin Makai Daibōken ~ 7-ri no Mahōtsukai ~)" (落ちてきた石像 (「のび太の新魔界大冒険 ~7人の魔法使い~」))                         | 1:21       |
| 12.   | "Yami no Ō Demaon (Nobita no Shin Makai Daibōken ~ 7-ri no Mahōtsukai ~)" (闇の王デマオン (「のび太の新魔界大冒険 ~7人の魔法使い~」))                           | 1:40       |
| 13.   | "Mahō no Sekai e (Nobita no Shin Makai Daibōken ~ 7-ri no Mahōtsukai ~)" (魔法の世界へ (「のび太の新魔界大冒険 ~7人の魔法使い~)                                 | 0:59       |
| 14.   | "Chinkarahoi! (Nobita no Shin Makai Daibōken ~ 7-ri no Mahōtsukai ~)" (チンカラホイ! (「のび太の新魔界大冒険 ~7人の魔法使い~」))                                | 1:32       |
| 15.   | "Akuma to no Torihiki (Nobita no Shin Makai Daibōken ~ 7-ri no Mahōtsukai ~)" (悪魔との取り引き (「のび太の新魔界大冒険 ~7人の魔法使い~」))                     | 1:19       |
| 16.   | "Demaon to Medusa (Nobita no Shin Makai Daibōken ~ 7-ri no Mahōtsukai ~)" (デマオンとメドューサ (「のび太の新魔界大冒険 ~7人の魔法使い~」))                     | 2:02       |
| 17.   | "Jukai no Mori no Dragon (Nobita no Shin Makai Daibōken ~ 7-ri no Mahōtsukai ~)" (樹海の森のドラゴン (「のび太の新魔界大冒険 ~7人の魔法使い~」))                | 1:22       |
| 18.   | "Makaisei e Shuppatsu! (Nobita no Shin Makai Daibōken ~ 7-ri no Mahōtsukai ~)" (魔界星へ出発! (「のび太の新魔界大冒険 ~7人の魔法使い~」))                       | 2:07       |
| 19.   | "Tsukiyo no Henshin (Nobita no Shin Makai Daibōken ~ 7-ri no Mahōtsukai ~)" (月夜の変身 (「のび太の新魔界大冒険 ~7人の魔法使い~」))                             | 1:07       |
| 20.   | "Dorami-chan no Himitsu Dōgu (Nobita no Shin Makai Daibōken ~ 7-ri no Mahōtsukai ~)" (ドラミちゃんの秘密道具 (「のび太の新魔界大冒険 ~7人の魔法使い~」))        | 0:53       |
| 21.   | "Mogura Tebukuro (Nobita no Shin Makai Daibōken ~ 7-ri no Mahōtsukai ~)" (もぐら手袋 (「のび太の新魔界大冒険 ~7人の魔法使い~」))                                | 0:53       |
| 22.   | "Shinden e (Nobita no Shin Makai Daibōken ~ 7-ri no Mahōtsukai ~)" (神殿へ (「のび太の新魔界大冒険 ~7人の魔法使い~」))                                          | 0:57       |
| 23.   | "Muteki no Maō (Nobita no Shin Makai Daibōken ~ 7-ri no Mahōtsukai ~)" (無敵の魔王 (「のび太の新魔界大冒険 ~7人の魔法使い~」))                                  | 1:53       |
| 24.   | "Akai Tsuki o Mezashite (Nobita no Shin Makai Daibōken ~ 7-ri no Mahōtsukai ~)" (赤い月をめざして (「のび太の新魔界大冒険 ~7人の魔法使い~」))                   | 2:25       |
| 25.   | "Kanashimi no saikai (Nobita no Shin Makai Daibōken ~ 7-ri no Mahōtsukai ~)" (悲しみの再会 (「のび太の新魔界大冒険 ~7人の魔法使い~」))                          | 0:40       |
| 26.   | "Demaon o yattsukero! (Nobita no Shin Makai Daibōken ~ 7-ri no Mahōtsukai ~)" (デマオンをやっつけろ!! (「のび太の新魔界大冒険 ~7人の魔法使い~」))               | 1:44       |
| 27.   | "Kyōryū no Tsume (Nobita no Kyōryū 2006)" (恐竜の爪 (「のび太の恐竜2006」))                                                                                     | 1:12       |
| 28.   | "Kaseki o Hori ni (Nobita no Kyōryū 2006)" (化石を掘りに (「のび太の恐竜2006」))                                                                                | 1:11       |
| 29.   | "Doraemon no Atatakai me (Nobita no Kyōryū 2006)" (ドラえもんのあたたかい目 (「のび太の恐竜2006」))                                                             | 1:09       |
| 30.   | "Tanjō (Nobita no Kyōryū 2006)" (誕生 (「のび太の恐竜2006」))                                                                                                   | 1:58       |
| 31.   | "Nobita to Pīsuke (Nobita no Kyōryū 2006)" (のび太とピー助 (「のび太の恐竜2006」))                                                                              | 2:15       |
| 32.   | "Shin'ya no Kōen (Nobita no Kyōryū 2006)" (深夜の公園 (「のび太の恐竜2006」))                                                                                   | 1:53       |
| 33.   | "Pīsuke to no Wakare (Nobita no Kyōryū 2006)" (ピー助との別れ (「のび太の恐竜2006」))                                                                           | 1:09       |
| 34.   | "Kuroi Mask no Otoko (Nobita no Kyōryū 2006)" (黒いマスクの男 (「のび太の恐竜2006」))                                                                           | 1:17       |
| 35.   | "Pīsuke o Tsukamaero! (Nobita no Kyōryū 2006)" (ピー助を捕まえろ! (「のび太の恐竜2006」))                                                                       | 1:42       |
| 36.   | "Time Machine ga Koware Chatta (Nobita no Kyōryū 2006)" (タイム・マシンがこわれちゃった (「のび太の恐竜2006」))                                                 | 0:48       |
| 37.   | "Hakuaki ni ~ Pteranodon Kyūshū! ! (Nobita no Kyōryū 2006)" (白亜紀に~プテラノドン急襲!! (「のび太の恐竜2006」))                                                | 1:43       |
| 38.   | "Orumimusu ni Hotte (Nobita no Kyōryū 2006)" (オルミムスに乗って (「のび太の恐竜2006」))                                                                        | 1:50       |
| 39.   | "Suichū no Waltz (Nobita no Kyōryū 2006)" (水中のワルツ (「のび太の恐竜2006」))                                                                                 | 1:04       |
| 40.   | "Dolmanstein no Collection (Nobita no Kyōryū 2006)" (ドルマンシュタインのコレクション (「のび太の恐竜2006」))                                                   | 1:09       |
| 41.   | "Tyranosaurus Futatabi (Nobita no Kyōryū 2006)" (ティラノサウルスふたたび (「のび太の恐竜2006」))                                                               | 1:32       |
| 42.   | "Kyōryū Ōkoku no Fukkatsu (Nobita no Kyōryū 2006)" (恐竜王国の復活 (「のび太の恐竜2006」))                                                                      | 2:10       |
| 43.   | "Sayonara, Pīsuke (Nobita no Kyōryū 2006)" (さよなら、ピー助 (「のび太の恐竜2006」))                                                                            | 3:31       |

### Eiga Doraemon Nobita no Space Heroes Original Soundtrack & More - Eiga Doraemon Soundtrack History 3
| Đĩa 1 | Đĩa 1 | Đĩa 1      |
| STT   | Nhan đề | Thời lượng |
| ----- | --- | ---------- |
| 1.    | "Hyōryū Suru Uchūsen (Nobita no Space Heroes)" (漂流する宇宙船 (のび太の宇宙英雄記)) | 1:13       |
| 2.    | "Hero Nobi, Shizūka hime o Tasuke ni Sanjō! (Nobita no Space Heroes)" (ヒーローノビ、シズーカ姫を助けに参上! (のび太の宇宙英雄記))                                                       | 1:02       |
| 3.    | "Holiday Eiga Gekijō no Theme ~ Eiga o Tsukurou! (Nobita no Space Heroes)" (ホリデー映画劇場のテーマ~映画を作ろう! (のび太の宇宙英雄記))                                                 | 1:01       |
| 4.    | "Shizukachan Dai Henshin! (Nobita no Space Heroes)" (しずかちゃん大変身! (のび太の宇宙英雄記))                                                                                           | 1:34       |
| 5.    | "Burger Kantoku wa Kimuzukashī (Nobita no Space Heroes)" (バーガー監督は気むずかしい (のび太の宇宙英雄記))                                                                               | 1:12       |
| 6.    | "Nobigon VS Jaian (Nobita no Space Heroes)" (ノビゴンVSジャイアン (のび太の宇宙英雄記))                                                                                                  | 0:52       |
| 7.    | "Great Jaian Special (Nobita no Space Heroes)" (グレート・ジャイアンスペシャル (のび太の宇宙英雄記))                                                                                     | 0:23       |
| 8.    | "Miracle Ginga Bōei-tai ni Narou! (Nobita no Space Heroes)" (ミラクル銀河防衛隊になろう! (のび太の宇宙英雄記))                                                                           | 0:28       |
| 9.    | "Burger Kantoku no Mahō (Nobita no Space Heroes)" (バーガー監督の魔法 (のび太の宇宙英雄記))                                                                                              | 0:46       |
| 10.   | "Kaijū o Yattsukero! (Nobita no Space Heroes)" (怪獣をやっつけろ! (のび太の宇宙英雄記))                                                                                                  | 2:15       |
| 11.   | "Heiwana Pokkuru-Boshi ~ Space Partner-sha no Inbō (Nobita no Space Heroes)" (平和なポックル星~スペース・パートナー社の陰謀 (のび太の宇宙英雄記))                                        | 2:14       |
| 12.   | "Shōwakusei no Chase (Nobita no Space Heroes)" (小惑星のチェイス (のび太の宇宙英雄記))                                                                                                   | 1:06       |
| 13.   | "Himitsu Ki Tchi ni Kakureyou (Nobita no Space Heroes)" (ひみつ木っちにかくれよう (のび太の宇宙英雄記))                                                                                  | 1:02       |
| 14.   | "Nobita to Aron (Nobita no Space Heroes)" (のび太とアロン (のび太の宇宙英雄記)) | 1:26       |
| 15.   | "Miracle Ginga Bōei-tai no Theme (Nobita no Space Heroes)" (ミラクル銀河防衛隊のテーマ (Instrumental) (のび太の宇宙英雄記))                                                              | 2:10       |
| 16.   | "Kaien no Ceremony (Nobita no Space Heroes)" (開演のセレモニー (のび太の宇宙英雄記)) | 1:26       |
| 17.   | "Ōgon, Nēba to Notatakai (Nobita no Space Heroes)" (オーゴン、ネーバとの戦い (のび太の宇宙英雄記))                                                                                       | 2:08       |
| 18.   | "Tasuke ni Kita Doraemon (Nobita no Space Heroes)" (助けにきたドラえもん (のび太の宇宙英雄記))                                                                                           | 1:21       |
| 19.   | "Shizumi Yuku Arumasu ni Omoi o Yosete (Nobita no Space Heroes)" (沈みゆくアルマスに想いをよせて (のび太の宇宙英雄記))                                                                   | 1:23       |
| 20.   | "Ikārosu Tōjō (Nobita no Space Heroes)" (イカーロス登場 (のび太の宇宙英雄記)) | 1:19       |
| 21.   | "Hageshī Kōgeki (Nobita no Space Heroes)" (激しい攻撃 (のび太の宇宙英雄記)) | 1:02       |
| 22.   | "Onsen Beam to Mugen Binta (Nobita no Space Heroes)" (温泉ビームと無限ビンタ (のび太の宇宙英雄記))                                                                                       | 1:33       |
| 23.   | "Nobita no Hangeki (Nobita no Space Heroes)" (のび太の反撃 (のび太の宇宙英雄記)) | 1:31       |
| 24.   | "Arumasu no Pinchi! (Nobita no Space Heroes)" (アルマスのピンチ! (のび太の宇宙英雄記))                                                                                                   | 1:26       |
| 25.   | "Yume wo Kanaete Doraemon (Nobita no Space Heroes)" (夢をかなえてドラえもん (のび太の宇宙英雄記))                                                                                        | 1:10       |
| 26.   | "Sayonara Pokkuru Hoshi (Nobita no Space Heroes)" (さよならポックル星 (のび太の宇宙英雄記))                                                                                              | 1:02       |
| 27.   | "Akichi Nite (Nobita no Space Heroes)" (空き地にて (のび太の宇宙英雄記)) | 0:28       |
| 28.   | "Hikyō o Motomete (Shin Nobita no Dai Makyō ~ Peko to 5-ri no Ranken-tai ~)" (秘境をもとめて (新・のび太の大魔境 ~ペコと5人の探検隊~))                                                   | 0:44       |
| 29.   | "Peko to No Deai (Shin Nobita no Dai Makyō ~ Peko to 5-ri no Ranken-tai ~)" (ペコとの出会い (新・のび太の大魔境 ~ペコと5人の探検隊~))                                                    | 0:49       |
| 30.   | "Peko to Nobita (Shin Nobita no Dai Makyō ~ Peko to 5-ri no Ranken-tai ~)" (ペコとのび太 (新・のび太の大魔境 ~ペコと5人の探検隊~))                                                       | 1:04       |
| 31.   | "Dekisugi no Ie e (Shin Nobita no Dai Makyō ~ Peko to 5-ri no Ranken-tai ~)" (出木杉くんの家へ (新・のび太の大魔境 ~ペコと5人の探検隊~))                                                 | 1:06       |
| 32.   | "Heavy Smoker Forest (Shin Nobita no Dai Makyō ~ Peko to 5-ri no Ranken-tai ~)" (ヘビースモーカーフォーレスト (新・のび太の大魔境 ~ペコと5人の探検隊~))                                  | 1:01       |
| 33.   | "Iza Bōken e! (Shin Nobita no Dai Makyō ~ Peko to 5-ri no Ranken-tai ~)" (いざ冒険へ! (新・のび太の大魔境 ~ペコと5人の探検隊~))                                                          | 1:26       |
| 34.   | "Mīnna Wasuremono (Shin Nobita no Dai Makyō ~ Peko to 5-ri no Ranken-tai ~)" (みーんな忘れ物 (新・のび太の大魔境 ~ペコと5人の探検隊~))                                                   | 0:49       |
| 35.   | "Shizukachan no Māchi (Shin Nobita no Dai Makyō ~ Peko to 5-ri no Ranken-tai ~)" (しずかちゃんのマーチ (新・のび太の大魔境 ~ペコと5人の探検隊~))                                         | 0:51       |
| 36.   | "Kyoshin-zō no Iitsuke ~ Futatabi Bōken e! (Shin Nobita no Dai Makyō ~ Peko to 5-ri no Ranken-tai ~)" (巨神像の言いつけ~ふたたび冒険へ! (新・のび太の大魔境 ~ペコと5人の探検隊~))        | 1:35       |
| 37.   | "Alligator Panic! (Shin Nobita no Dai Makyō ~ Peko to 5-ri no Ranken-tai ~)" (アリゲーターパニック! (新・のび太の大魔境 ~ペコと5人の探検隊~))                                            | 1:58       |
| 38.   | "Lion ni taberareru! (Shin Nobita no Dai Makyō ~ Peko to 5-ri no Ranken-tai ~)" (ライオンに食べられる! (新・のび太の大魔境 ~ペコと5人の探検隊~))                                         | 1:16       |
| 39.   | "Densetsu ~ Bauwanko Ōkoku e no Michi (Shin Nobita no Dai Makyō ~ Peko to 5-ri no Ranken-tai ~)" (伝説~バウワンコ王国への道 (新・のび太の大魔境 ~ペコと5人の探検隊~))                    | 2:18       |
| 40.   | "Dabrandā no Shinkō (Shin Nobita no Dai Makyō ~ Peko to 5-ri no Ranken-tai ~)" (ダブランダーの侵攻 (新・のび太の大魔境 ~ペコと5人の探検隊~))                                             | 0:50       |
| 41.   | "Supiana no Theme (Shin Nobita no Dai Makyō ~ Peko to 5-ri no Ranken-tai ~)" (スペアナのテーマ (新・のび太の大魔境 ~ペコと5人の探検隊~))                                                 | 1:39       |
| 42.   | "Sabēru no Tsuiseki ~ Ōkoku no Fuan (Shin Nobita no Dai Makyō ~ Peko to 5-ri no Ranken-tai ~)" (サベールの追跡~王国の不安 (新・のび太の大魔境 ~ペコと5人の探検隊~))                      | 1:05       |
| 43.   | "Bauwanko Ōkoku no Yūsha-tachi (Shin Nobita no Dai Makyō ~ Peko to 5-ri no Ranken-tai ~)" (バウワンコ王国の勇者たち (新・のび太の大魔境 ~ペコと5人の探検隊~))                            | 1:49       |
| 44.   | "Sabēru no Shūnen (Shin Nobita no Dai Makyō ~ Peko to 5-ri no Ranken-tai ~)" (サベールの執念 (新・のび太の大魔境 ~ペコと5人の探検隊~))                                                   | 1:39       |
| 45.   | "Peko to no Yakusoku (Shin Nobita no Dai Makyō ~ Peko to 5-ri no Ranken-tai ~)" (ペコとの約束 (新・のび太の大魔境 ~ペコと5人の探検隊~))                                                  | 1:14       |
| 46.   | "Mirai no Kuni kara ~ Yume wo Kanaete Doraemon (Shin Nobita no Dai Makyō ~ Peko to 5-ri no Ranken-tai ~)" (未来の国から~夢をかなえてドラえもん (新・のび太の大魔境 ~ペコと5人の探検隊~)) | 1:34       |
| 47.   | "Kyoshin-zō no Fukkatsu (Shin Nobita no Dai Makyō ~ Peko to 5-ri no Ranken-tai ~)" (巨神像の復活 (新・のび太の大魔境 ~ペコと5人の探検隊~))                                               | 2:19       |
| 48.   | "Ōkoku ni Heiwa ~ Sayonara Peko (Shin Nobita no Dai Makyō ~ Peko to 5-ri no Ranken-tai ~)" (王国に平和~さよならペコ (新・のび太の大魔境 ~ペコと5人の探検隊~))                            | 2:24       |
| 49.   | "Kaitō Lupin VS Meitantei Nobita, no Yume (Nobita no Himitsu Dōgu Museum)" (怪盗ルパンVS名探偵のび太、の夢 (のび太のひみつ道具博物館))                                                   | 1:37       |
| 50.   | "Suzu ga Nusuma Reta! (Nobita no Himitsu Dōgu Museum)" (鈴が盗まれた! (のび太のひみつ道具博物館))                                                                                        | 0:45       |
| 51.   | "Kisekae Camera (Nobita no Himitsu Dōgu Museum)" (きせかえカメラ (のび太のひみつ道具博物館))                                                                                             | 0:47       |
| 52.   | "Dōgu Dashi Fanfāre (Tantei Ver.) (Nobita no Himitsu Dōgu Museum)" (道具出しファンファーレ (探偵 Ver.) (のび太のひみつ道具博物館))                                                       | 0:08       |
| 53.   | "Nobibi~n! ~Nobita Homes no Theme (Nobita no Himitsu Dōgu Museum)" (のびび~ん! ~のび太ホームズのテーマ (のび太のひみつ道具博物館))                                                       | 1:02       |
| 54.   | "Himitsu Dōgu Museum e no Jōtaijō (Nobita no Himitsu Dōgu Museum)" (ひみつ道具ミュージアムへの招待状 (のび太のひみつ道具博物館))                                                         | 2:03       |
| 55.   | "Arutoman Hakase no Dōzō ~ Kiseki no Museum (Nobita no Himitsu Dōgu Museum)" (アルトマン博士の銅像~奇跡のミュージアム (のび太のひみつ道具博物館))                                        | 1:21       |
| 56.   | "Kyūgata Guard Robot (Nobita no Himitsu Dōgu Museum)" (旧型ガードロボ (のび太のひみつ道具博物館))                                                                                        | 1:01       |
| 57.   | "Egao wa Himitsu Dōgu (Nobita no Himitsu Dōgu Museum)" (笑顔はひみつ道具 (のび太のひみつ道具博物館))                                                                                     | 1:07       |
| 58.   | "Peppler Hakase no Yume (Nobita no Himitsu Dōgu Museum)" (ペプラー博士の夢 (のび太のひみつ道具博物館))                                                                                   | 1:46       |
| 59.   | "Hakase no Ōkina Mistake (Nobita no Himitsu Dōgu Museum)" (博士の大きなミス (のび太のひみつ道具博物館))                                                                                  | 0:54       |
| 60.   | "Heikan Jikan (Nobita no Himitsu Dōgu Museum)" (閉館時間 (のび太のひみつ道具博物館)) | 0:53       |

| Đĩa 2 | Đĩa 2 | Đĩa 2      |
| STT   | Nhan đề | Thời lượng |
| ----- | --- | ---------- |
| 1.    | "Popon (Nobita no Himitsu Dōgu Museum)" (ポポン (のび太のひみつ道具博物館)) | 0:57       |
| 2.    | "Nobita to Doraemon no Omoide (Nobita no Himitsu Dōgu Museum)" (のび太とドラえもんの思い出 (のび太のひみつ道具博物館))                                                                                            | 1:14       |
| 3.    | "Kaitō DX Tōjō!~ Museum o Mamore (Nobita no Himitsu Dōgu Museum)" (怪盗DX登場!~ミュージアムを守れ (のび太のひみつ道具博物館))                                                                                     | 3:10       |
| 4.    | "Gorgon no Kubi (Nobita no Himitsu Dōgu Museum)" (ゴルゴンの首 (のび太のひみつ道具博物館)) | 1:08       |
| 5.    | "Kanchō no Hesokuri (Nobita no Himitsu Dōgu Museum)" (館長のへそくり (のび太のひみつ道具博物館) | 2:23       |
| 6.    | "Jinkō Taiyō no Bōsō ~ Kurt no Yūki (Nobita no Himitsu Dōgu Museum)" (人口太陽の暴走~クルトの勇気 (のび太のひみつ道具博物館))                                                                                     | 1:35       |
| 7.    | "Chikara o Awasete ~ kaitō Dorakkusu VS Guard Robot (Nobita no Himitsu Dōgu Museum)" (力を合わせて~怪盗ドラックスVSガードロボ (のび太のひみつ道具博物館))                                                         | 2:58       |
| 8.    | "Ganbare Popon!~ Kiseki no Hikari (Nobita no Himitsu Dōgu Museum)" (がんばれポポン!~奇跡の光 (のび太のひみつ道具博物館))                                                                                          | 1:24       |
| 9.    | "Oboete Iru yo, Doraemon! (Nobita no Himitsu Dōgu Museum)" (おぼえているよ、ドラえもん! (のび太のひみつ道具博物館))                                                                                               | 0:54       |
| 10.   | "Golden Hecules no Densetsu (Nobita to Kiseki no Shima ~ Animal Adventure ~)" (ゴールデンヘラクレスの伝説 (のび太と奇跡の島 ~アニマル アドベンチャー~))                                                           | 1:41       |
| 11.   | "Zetsumetsu Dōbutsu Special no Theme (Nobita to Kiseki no Shima ~ Animal Adventure ~)" (絶滅動物スペシャルのテーマ (のび太と奇跡の島 ~アニマル アドベンチャー~))                                                  | 1:14       |
| 12.   | "Lost Island (Nobita to Kiseki no Shima ~ Animal Adventure ~)" (ロストアイランド (のび太と奇跡の島 ~アニマル アドベンチャー~))                                                                                    | 0:54       |
| 13.   | "Time Trip To 80 ’~'Seishun no Kaze' (Nobita to Kiseki no Shima ~ Animal Adventure ~)" (タイムトリップ・トゥ・80’~「青春の風」 (のび太と奇跡の島 ~アニマル アドベンチャー~))                                      | 0:19       |
| 14.   | "Yōkoso, Beregamond Shima e! (Nobita to Kiseki no Shima ~ Animal Adventure ~)" (ようこそ、ベレーガモンド島へ! (のび太と奇跡の島 ~アニマル アドベンチャー~))                                                       | 1:50       |
| 15.   | "Zetsumetsu Dōbutsu no Kuni (Nobita to Kiseki no Shima ~ Animal Adventure ~)" (絶滅動物の国 (のび太と奇跡の島 ~アニマル アドベンチャー~))                                                                         | 1:09       |
| 16.   | "Wasurenbou (Nobita to Kiseki no Shima ~ Animal Adventure ~)" (ワスレンボウ (のび太と奇跡の島 ~アニマル アドベンチャー~))                                                                                         | 0:59       |
| 17.   | "Saber Tiger (Nobita to Kiseki no Shima ~ Animal Adventure ~)" (サーベルタイガー (のび太と奇跡の島 ~アニマル アドベンチャー~))                                                                                    | 2:13       |
| 18.   | "Nobita no Umaretahi (Nobita to Kiseki no Shima ~ Animal Adventure ~)" (のび太の生まれた日 (のび太と奇跡の島 ~アニマル アドベンチャー~))                                                                          | 1:53       |
| 19.   | "Kelly Hakase no Kenkyū (Nobita to Kiseki no Shima ~ Animal Adventure ~)" (ケリー博士の研究 (のび太と奇跡の島 ~アニマル アドベンチャー~))                                                                         | 1:41       |
| 20.   | "Elamosuterum no Kōgeki (Nobita to Kiseki no Shima ~ Animal Adventure ~)" (エラモステルウムの攻撃 (のび太と奇跡の島 ~アニマル アドベンチャー~))                                                                   | 1:52       |
| 21.   | "Futari no Nobita (Nobita to Kiseki no Shima ~ Animal Adventure ~)" (二人ののび太 (のび太と奇跡の島 ~アニマル アドベンチャー~))                                                                                   | 2:18       |
| 22.   | "Shinpi no Izumi (Nobita to Kiseki no Shima ~ Animal Adventure ~)" (神秘の泉 (のび太と奇跡の島 ~アニマル アドベンチャー~))                                                                                        | 1:09       |
| 23.   | "Futari no Nobita (Nobita to Kiseki no Shima ~ Animal Adventure ~)" (空からの襲撃 (のび太と奇跡の島 ~アニマル アドベンチャー~))                                                                                   | 1:37       |
| 24.   | "Tiger Rock no Michi (Nobita to Kiseki no Shima ~ Animal Adventure ~)" (タイガーロックへの道 (のび太と奇跡の島 ~アニマル アドベンチャー~))                                                                        | 1:12       |
| 25.   | "Yūki no Māchi (Nobita to Kiseki no Shima ~ Animal Adventure ~)" (勇気のマーチ (のび太と奇跡の島 ~アニマル アドベンチャー~))                                                                                      | 1:25       |
| 26.   | "Sherman no Saishū Heiki ~ Chikai o Mune ni (Nobita to Kiseki no Shima ~ Animal Adventure ~)" (シャーマンの最終兵器~誓いを胸に (のび太と奇跡の島 ~アニマル アドベンチャー~))                                      | 1:23       |
| 27.   | "Gairyū Meka VS Kyodai Kabu Dai (Nobita to Kiseki no Shima ~ Animal Adventure ~)" (鎧竜メカVS巨大カブ太 (のび太と奇跡の島 ~アニマル アドベンチャー~))                                                             | 2:38       |
| 28.   | "Kiseki no Shima (Nobita to Kiseki no Shima ~ Animal Adventure ~)" (奇跡の島 (のび太と奇跡の島 ~アニマル アドベンチャー~))                                                                                        | 2:12       |
| 29.   | "Amu to Imu no Uta ~ Mekatopia no Theme (Shin Nobita to Tetsujin Heidan ~ Habatake Tenshi-tachi ~)" (アムとイムのうた~メカトピアのテーマ (新・のび太と鉄人兵団~はばたけ 天使たち~))                               | 1:45       |
| 30.   | "Suneo no Robot (Shin Nobita to Tetsujin Heidan ~ Habatake Tenshi-tachi ~)" (スネ夫のロボット (新・のび太と鉄人兵団~はばたけ 天使たち~))                                                                          | 1:08       |
| 31.   | "Nyabada Wonderful (Shin Nobita to Tetsujin Heidan ~ Habatake Tenshi-tachi ~)" (ニャバダ・ワンダフル (新・のび太と鉄人兵団~はばたけ 天使たち~))                                                                   | 1:28       |
| 32.   | "Santa Clau, Daichi ni Tatsu (Shin Nobita to Tetsujin Heidan ~ Habatake Tenshi-tachi ~)" (ザンダクロス、大地に立つ (新・のび太と鉄人兵団~はばたけ 天使たち~))                                                     | 1:28       |
| 33.   | "Hane o Tsuketara (Shin Nobita to Tetsujin Heidan ~ Habatake Tenshi-tachi ~)" (羽根をつけたら (新・のび太と鉄人兵団~はばたけ 天使たち~))                                                                          | 1:54       |
| 34.   | "Spy Katsudō (Shin Nobita to Tetsujin Heidan ~ Habatake Tenshi-tachi ~)" (スパイ活動 (新・のび太と鉄人兵団~はばたけ 天使たち~))                                                                                   | 2:00       |
| 35.   | "Himitsu Kichi o Mita (Shin Nobita to Tetsujin Heidan ~ Habatake Tenshi-tachi ~)" (秘密基地を見た (新・のび太と鉄人兵団~はばたけ 天使たち~))                                                                      | 2:05       |
| 36.   | "Pippo to Kodomo-tachi (Shin Nobita to Tetsujin Heidan ~ Habatake Tenshi-tachi ~)" (ピッポと子供たち (新・のび太と鉄人兵団~はばたけ 天使たち~))                                                                   | 1:11       |
| 37.   | "Ore Jaian (Shin Nobita to Tetsujin Heidan ~ Habatake Tenshi-tachi ~)" (おれジャイアン (新・のび太と鉄人兵団~はばたけ 天使たち~))                                                                                 | 0:20       |
| 38.   | "Amu to Imu no Uta (Shin Nobita to Tetsujin Heidan ~ Habatake Tenshi-tachi ~)" (アムとイムのうた (新・のび太と鉄人兵団~はばたけ 天使たち~))                                                                       | 0:49       |
| 39.   | "Riruru to Shizuka (Shin Nobita to Tetsujin Heidan ~ Habatake Tenshi-tachi ~)" (リルルとしずか (新・のび太と鉄人兵団~はばたけ 天使たち~))                                                                         | 2:03       |
| 40.   | "Santa Claus no Theme~Semari kuru Tetsujin Heidan (Shin Nobita to Tetsujin Heidan ~ Habatake Tenshi-tachi ~)" (ザンダクロスのテーマ~迫りくる鉄人兵団 (新・のび太と鉄人兵団~はばたけ 天使たち~))                   | 1:30       |
| 41.   | "Riruru no Kioku (Shin Nobita to Tetsujin Heidan ~ Habatake Tenshi-tachi ~)" (リルルの記憶 (新・のび太と鉄人兵団~はばたけ 天使たち~))                                                                             | 1:32       |
| 42.   | "Kimi ga Ite Kurerunara (Shin Nobita to Tetsujin Heidan ~ Habatake Tenshi-tachi ~)" (キミがいてくれるなら (新・のび太と鉄人兵団~はばたけ 天使たち~))                                                              | 1:07       |
| 43.   | "Nobita to Pippo (Shin Nobita to Tetsujin Heidan ~ Habatake Tenshi-tachi ~)" (のび太とピッポ (新・のび太と鉄人兵団~はばたけ 天使たち~))                                                                           | 2:19       |
| 44.   | "Shokei no Hi ~ Santa Claus no Kyūshutsu (Shin Nobita to Tetsujin Heidan ~ Habatake Tenshi-tachi ~)" (処刑の日~ザンダクロスの救出 (新・のび太と鉄人兵団~はばたけ 天使たち~))                                      | 2:26       |
| 45.   | "Inochi o Kaketa Tatakai (Shin Nobita to Tetsujin Heidan ~ Habatake Tenshi-tachi ~)" (命をかけた戦い (新・のび太と鉄人兵団~はばたけ 天使たち~))                                                                   | 2:41       |
| 46.   | "Santa Claus no Saigo ~ Sayonara Riruru, Sayonara Pippo (Shin Nobita to Tetsujin Heidan ~ Habatake Tenshi-tachi ~)" (ザンダクロスの最期~さよならリルル、さよならピッポ (新・のび太と鉄人兵団~はばたけ 天使たち~)) | 3:52       |

### Doraemon Twin Best
| Đĩa 1 | Đĩa 1                                                                   | Đĩa 1            | Đĩa 1            | Đĩa 1                                                                 | Đĩa 1      |
| STT   | Nhan đề                                                                 | Phổ lời          | Phổ nhạc         | Trình bày                                                             | Thời lượng |
| ----- | ----------------------------------------------------------------------- | ---------------- | ---------------- | --------------------------------------------------------------------- | ---------- |
| 1.    | "Yume wo Kanaete Doraemon" (夢をかなえてドラえもん)                     | Kurosu Katsuhiko | Kurosu Katsuhiko | Mao                                                                   | 4:08       |
| 2.    | "Doraemon Nanafushigi ~Sono Ichi~" (ドラえもん・七不思議 ～其の一～)    | Mike Sugiyama    | Sawada Kan       | Morinoki Jido Gasshodan, Mizuta Wasabi, Horiuchi Hōri, Horiuchi Aishō | 3:38       |
| 3.    | "Doraemon Himitsu Dougu no Kazoe uta" (ドラえもん ひみつ道具の数えうた) | Mike Suguyama    | Sawada Kan,      | Mizuta Wasabi, Morinoki Jido Gasshodan                                | 4:09       |
| 4.    | "Doraemon Ekaki Uta" (ドラえもん・えかきうた)                           | Kusube Kō        | Kikuchi Shunsuke | Mizuta Wasabi                                                         | 1:03       |
| 5.    | "Doramichan no Ekaki Uta" (ドラミちゃんのえかきうた)                    | Kusube Aya       | Kikuchi Shunsuke | Chiaki                                                                | 1:03       |
| 6.    | "Doraemon Nanafushigi ~Sono Ni~" (ドラえもん・七不思議 ～其の二～)      | Mike Sugiyama    | Sawada Kan       | Morinoki Jido Gasshodan, Mizuta Wasabi                                | 3:37       |
| 7.    | "Kimi no Naka no Nobita" (キミのなかののび太)                           | Mike Sugiyama    | Sawada Kan       | Horie Mitsuko                                                         | 4:37       |
| 8.    | "Manmaru Boku ga Doraemon" (まんまる ボクがドラえもん)                  | Mike Sugiyama    | Sawada Kan       | Mizuta Wasabi                                                         | 2:47       |
| 9.    | "Nobita kun 0 ten" (のび太くん０点)                                     | Mike Sugiyama    |                  | Ōhara Megumi                                                          | 2:41       |
| 10.   | "Suneo no Oboccha Mambo" (スネ夫のおぼっちゃマンボ)                     | Mike Sugiyama    | Sawada Kan       | Seki Tomokazu                                                         | 3:01       |
| 11.   | "Otonari no Princess" (おとなりのプリンセス)                            | Mike Sugiyama    | Sawada Kan       | Kakazu Yumi                                                           | 2:42       |
| 12.   | "Soko Noke!Jaian sama da" (そこのけ！ジャイアンさまだ)                  | Mike Sugiyama    | Sawada Kan       | Kimura Subaru                                                         | 3:15       |
| 13.   | "Yume wo Kikasette" (夢をきかせて)                                      | Mike Sugiyama    | Sawada Kan       | Mizuta Wasabi                                                         | 3:42       |
| 14.   | "Odore Dora Dora Doraemon Ondo" (踊れ・どれ・ドラ ドラえもん音頭)       | Mike Sugiyama    | Sawada Kan       | Mizuta Wasabi                                                         | 4:14       |
| 15.   | "Susume!Doraemon March" (すすめ！ドラえもんマーチ)                      | Mike Sugiyama    | Sawada Kan       | Mizuta Wasabi                                                         | 2:40       |
| 16.   | "Jaian ni Boeboe" (ジャイアンにボエボエ)                                | Mike Sugiyama    | Sawada Kan       | Kimura Subaru                                                         | 2:48       |
| 17.   | "Aozoratte Īna" (青空っていいな)                                        | Takada Hirō      | Kikuchi Shunsuke | Horie Mitsuko                                                         | 3:25       |
| 18.   | "Pokapoka Fuwafuwa" (ぽかぽかふわふわ)                                  | Takada Hirō      | Kikuchi Shunsuke | Ōsugi Kumiko                                                          | 2:59       |
| 19.   | "Doraemon no Yume" (ドラえもんの夢)                                     | Baba Susumu      | Kikuchi Shunsuke | Yamano Satoko                                                         | 2:38       |
| 20.   | "Hello! Dorami chan" (ハロー！ドラミちゃん)                             | Yoshimoto Yumi   | Kikuchi Shunsuke | Yamano Satoko                                                         | 2:52       |

| Đĩa 2 | Đĩa 2                                                      | Đĩa 2              | Đĩa 2             | Đĩa 2                                           | Đĩa 2      |
| STT   | Nhan đề                                                    | Phổ lời            | Phổ nhạc          | Trình bày                                       | Thời lượng |
| ----- | ---------------------------------------------------------- | ------------------ | ----------------- | ----------------------------------------------- | ---------- |
| 1.    | "Doraemon no Uta" (ドラえもんのうた)                       | Kusube Kō          | Kikuchi Shunsuke  | Ōsugi Kumiko                                    | 2:56       |
| 2.    | "Aoi Sora wa Pocket sa" (青い空はポケットさ)               | Takada Hirō        | Kikuchi Shunsuke  | Ōsugi Kumiko                                    | 2:36       |
| 3.    | "Doraemon Ondo" (ドラえもん音頭)                           | Fujiko F. Fujio    | Kikuchi Shunsuke  | Ōyama Nobuyo                                    | 2:46       |
| 4.    | "Boku Doraemon" (ぼくドラえもん)                           | Fujiko F. Fujio    | Kikuchi Shunsuke  | Ōyama Nobuyo                                    | 2:17       |
| 5.    | "Wanpaku Sannin Gumi" (ワンパク三人組)                     | Baba Susumu        | Kikuchi Shunsuke  | Ohara Noriko, Kimotsuki Kaneta, Tatekabe Kazuya | 1:40       |
| 6.    | "Doradora Dokoka ni Doraemon" (ドラドラどこかにドラえもん) | Kita Jōmakoto      | Kikuchi Shunsuke  | Ōsugi Kumiko                                    | 1:50       |
| 7.    | "Bokutachi Chikyūjin" (ぼくたち地球人)                     | Minamoto Takashi   | Kikuchi Shunsuke  | Horie Mitsuko                                   | 1:53       |
| 8.    | "Yojigen Pocket" (四次元ポケッ)                            | Maekawa Yutaka     | Sagara Masae      | Morinoki Jido Gasshodan, Yamano Satoko          | 3:08       |
| 9.    | "Doraemon Kazoe Uta" (ドラえもん数えうた)                  | Baba Susumu        | Kikuchi Shunsuke  | Ōyama Nobuyo, Kōrogi' 73                        | 2:27       |
| 10.   | "Doraemon Jānyi" (ドラえもんじゃあニィ)                    | Kita Jōmakoto      | Kikuchi Shunsuke  | Ōyama Nobuyo                                    | 3:39       |
| 11.   | "Suteki na Isshūkan" (すてきな一週間)                      | Kusube Kō          | Kikuchi Shunsuke  | Kōrogi'73                                       | 3:03       |
| 12.   | "Īyatsu Nandayo Doraemon" (いいやつなんだよドラえもん)     | Kusube Kō          | Kikuchi Shunsuke  | Ōsugi Kumiko                                    | 2:25       |
| 13.   | "Doraemon Shiritori Uta" (ドラえもんしりとりうた)          | Baba Susumu        | Kikuchi Shunsuke  | Kōrogi'73                                       | 2:38       |
| 14.   | "Doraemon New Year" (ドラえもんにゅうイヤー)               | Kita Jōmakoto      | Kikuchi Shunsuke  | Ōyama Nobuyo                                    | 2:18       |
| 15.   | "Santa Claus wa Doko no Hito" (サンタクロースはどこのひと) | Takada Hirō        | Kikuchi Shunsuke  | Ōyama Nobuyo                                    | 3:13       |
| 16.   | "Zō san no Hitomi ha Naze aoi" (ゾウさんの瞳はなぜ青い)    | Kita Jōmakoto      | Kikuchi Shunsuke  | Ōsugi Kumiko                                    | 3:04       |
| 17.   | "Ukiuki Time Travel" (うきうきタイムトラベル)              | Yamamoto Masayuki  | Yamamoto Masayuki | Kōrogi'73                                       | 3:29       |
| 18.   | "Doraemon Komori Uta" (ドラえもん子守唄)                   | Fujiko Fujio       | Kikuchi Shunsuke  | Ōsugi Kumiko                                    | 4:32       |
| 19.   | "Doraemon Māchi" (ドラえもんマーチ)                        | Wakabayashi Ichirō | Kikuchi Shunsuke  | Kōrogi'73                                       | 2:14       |
| 20.   | "Marukao no Uta" (る顔のうた)                              | Takada Hirō        | Kikuchi Shunsuke  | Ōyama Nobuyo                                    | 2:18       |

### Eiga Doraemon Shudaika Taizenshū
| Đĩa 1 | Đĩa 1                                                | Đĩa 1           | Đĩa 1            | Đĩa 1                                 | Đĩa 1      |
| STT   | Nhan đề                                              | Phổ lời         | Phổ nhạc         | Trình bày                             | Thời lượng |
| ----- | ---------------------------------------------------- | --------------- | ---------------- | ------------------------------------- | ---------- |
| 1.    | "Boku Doraemon" (ぼく ドラえもん)                    | Fujiko F. Fujio | Kikuchi Shunsuke | Ōyama Nobuyo, Kōrogi’ 73              | 2:17       |
| 2.    | "Pocket no Naka ni" (ポケットの中に)                 | Takeda Tetsuya  | Kikuchi Shunsuke | Ōyama Nobuyo, Young Fresh             | 3:04       |
| 3.    | "Kokoro wo Yurashi te" (心をゆらして)                | Takeda Tetsuya  | Kikuchi Shunsuke | Iwabuchi Makoto                       | 2:59       |
| 4.    | "Doraemon no Uta" (ドラえもんのうた)                 | Kusube Kō       | Kikuchi Shunsuke | Ōsugi Kumiko                          | 2:56       |
| 5.    | "Dakara Minna de" (だからみんなで)                   | Takeda Tetsuya  | Kikuchi Shunsuke | Iwabuchi Makoto                       | 3:36       |
| 6.    | "Umi wa Bokurato" (海はぼくらと)                     | Takeda Tetsuya  | Kikuchi Shunsuke | Iwabuchi Makoto                       | 3:52       |
| 7.    | "Shōnen ki" (少年期)                                 | Takeda Tetsuya  | Sakō Yasuo       | Takeda Tetsuya                        | 3:13       |
| 8.    | "Watashi ga Fushigi" (わたしが不思議)                | Takeda Tetsuya  | Kikuchi Shunsuke | Ōsugi Kumiko                          | 3:02       |
| 9.    | "Tomodachi Dakara" (友達だから)                      | Takeda Tetsuya  | Yamaki Yasuyo    | Ōyama Nobuyo, Morinoki Jido Gasshodan | 3:41       |
| 10.   | "Kimi ga Iru Kara" (君がいるから)                    | Takeda Tetsuya  | Yamaki Yasuyo    | Horie Mitsuko, Kōrogi’ 73             | 3:44       |
| 11.   | "Doraemon no Uta" (ドラえもんのうた)                 | Kusube Kō       | Kikuchi Shunsuke | Yamano Satoko                         | 3:01       |
| 12.   | "Toki no Tabibito" (時の旅人)                        | Takeda Tetsuya  | Horiuchi Takao   | Nishida Toshiyuki                     | 4:02       |
| 13.   | "Ten made Todoke" (天までとどけ)                     | Takeda Tetsuya  | Horiuchi Takao   | Shiratori Emiko                       | 5:25       |
| 14.   | "Yume no Yuku e" (夢のゆくえ)                        | Takeda Tetsuya  | Shiratori Sumio  | Shiratori Emiko                       | 4:10       |
| 15.   | "Kumo ga Yuku no Wa" (雲がゆくのは)                  | Takeda Tetsuya  | Fukano Yoshikazu | Takeda Tetsuya                        | 4:09       |
| 16.   | "Nani ka ī koto Kitto Aru Ka" (何かいい事きっとある) | Takeda Tetsuya  | Serizawa Hiroaki | Shimazaki Wakano                      | 4:33       |
| 17.   | "Sekai wa Gū Choki Pā" (世界はグー・チョキ・パー)    | Takeda Tetsuya  | Fukano Yoshikazu | Takeda Tetsuya, Ichiza                | 3:54       |
| 18.   | "Yume no Hito" (夢の人)                              | Takeda Tetsuya  | Fukano Yoshikazu | Takeda Tetsuya, Ichiza                | 3:32       |
| 19.   | "Sayonara ni Sayonara" (さよならにさよなら)          | Takeda Tetsuya  | Chiba Kazuomi    | Kaientai                              | 3:32       |
| 20.   | "Watashi no Naka no Ginga" (私のなかの銀河)          | Takeda Tetsuya  | Chiba Kazuomi    | Kaientai                              | 4:26       |
| 21.   | "Love is you"                                        | Takahashi Ken   | Yazawa Eikichi   | Yazawa Eikichi                        | 4:26       |

| Đĩa 2 | Đĩa 2                                                                                 | Đĩa 2                                          | Đĩa 2                           | Đĩa 2                     | Đĩa 2      |
| STT   | Nhan đề                                                                               | Phổ lời                                        | Phổ nhạc                        | Trình bày                 | Thời lượng |
| ----- | ------------------------------------------------------------------------------------- | ---------------------------------------------- | ------------------------------- | ------------------------- | ---------- |
| 1.    | "Doraemon no Uta" (ドラえもんのうた)                                                  | Kusube Kō                                      | Kikuchi Shunsuke                | Yoshikawa Hinano          | 3:07       |
| 2.    | "Hot Milk" (ホットミルク)                                                             | Iwashiro Yumi, Hinano                          | Kamomiya Ryō                    | Yoshikawa Hinano          | 4:30       |
| 3.    | "Kisetsu ga Iku Toki" (季節がいく時)                                                  | Ijichi Hiromasa                                | Ijichi Hiromasa                 | Speed                     | 4:09       |
| 4.    | "Doraemon no Uta" (ドラえもんのうた)                                                  | Kusube Kō                                      | Kikuchi Shunsuke                | The Vienna Boys' Choir    | 3:05       |
| 5.    | "Kono Hoshi no Dokoka de" (この星のどこかで)                                          | Kamimura Mihoko                                | Ōe Senri                        | Yuki Saori                | 4:01       |
| 6.    | "Love you close"                                                                      | Mori Hiromi                                    | Ueda Chika                      | Chinen Rina               | 4:41       |
| 7.    | "Issho ni Aruko u-Walking into Sunshine-" (いっしょに歩こう～Walking into sunshine～) | Banana Ice                                     | Banana Ice                      | Konishiki                 | 4:50       |
| 8.    | "Hitori ja Nai-I'll be there-" (ひとりじゃない～I'll Be There～)                      | ひとりじゃない～I'll Be There～                | ひとりじゃない～I'll Be There～ | Konishiki, Nīyama Chiharu | 5:21       |
| 9.    | "Mata Aeru hi Made" (またあえる日まで)                                                | Adventure Camp no Kodomo dachi, Kitagawa Yūjin | Kitagawa Yūjin                  | Yuzu                      | 3:17       |
| 10.   | "Yume Biyori" (YUME日和)                                                              | Obata Hideyuki                                 | Miyazaki Ayumi                  | Shimatani Hitomi          | 4:06       |
| 11.   | "Hagushichao" (ハグしちゃお)                                                          | Agi Yōko                                       | Uzaki Ryūdō                     | Natsukawa Rimi            | 3:51       |
| 12.   | "Boku Note" (ボクノート)                                                              | Ōhashi Takuya, Tokita Shintarō                 | Ōhashi Takuya, Tokita Shintarō  | Sukima Switch             | 5:38       |
| 13.   | "Kakegae no Nai Uta" (かけがえのない詩)                                               | Hiroko, Mitsuyuki Miyake, Hidemi               | Mitsuyuki Miyake                | Mihimaru GT               | 5:11       |
| 14.   | "Yume wo Kanaete Doraemon" (夢をかなえてドラえもん)                                   | Kurosu Katsuhiko                               | Kurosu Katsuhiko                | Mao                       | 4:08       |
| 15.   | "Te wo Tsunagou" (手をつなごう)                                                       | Ayaka                                          | Nishino Yoshihiko, Ayaka        | Ayaka                     | 4:50       |
| 16.   | "Taitetsu ni Suru yo" (大切にするよ)                                                  | Shibasaki Kou                                  | Ichikawa Jun                    | Shibasaki Kou             | 5:02       |
| 17.   | "Kimi ga Warau Sekai" (キミが笑う世界)                                                | Mike Sugiyama                                  | Sawada Kan                      | Ayaka Wilson              | 1:30       |
| 18.   | "Kaeru Basho" (帰る場所)                                                              | SoulJa                                         | SoulJa                          | Aoyama Thelma             | 4:00       |
| 19.   | "Tooi Umi kara Kita Anata" (遠い海から来たあなた)                                     | Takeda Tetsuya                                 | Sakō Yasuo                      | Takeda Tetsuya            | 4:10       |

| Đĩa 3 | Đĩa 3                                                                      | Đĩa 3                      | Đĩa 3             | Đĩa 3                           | Đĩa 3      |
| STT   | Nhan đề                                                                    | Phổ lời                    | Phổ nhạc          | Trình bày                       | Thời lượng |
| ----- | -------------------------------------------------------------------------- | -------------------------- | ----------------- | ------------------------------- | ---------- |
| 1.    | "Tomodachi no Uta" (友達の唄)                                              | Bump of Chicken            | Bumb of Chicken   | Bump of Chicken                 | 6:12       |
| 2.    | "Ikiteru ikiteku" (生きてる生きてく)                                       | Fukuyawa Masaharu          | Fukuyawa Masaharu | Fukuyawa Masaharu               | 3:29       |
| 3.    | "Kimi no Hikari" (キミのひかり)                                            | Mike Sugiyama              | Sawada Kan        | Horie Mitsuko                   | 4:46       |
| 4.    | "Mirai no Museum" (未来のミュージアム)                                     | Nakata Yasutaka            | Nakata Yasutaka   | Perfume                         | 3:24       |
| 5.    | "Hikari no Signal" (光のシグナル)                                          | Sensei (Tokyo Karan Koron) | Nakatani Atsuko   | Kis-My-Ft2                      | 4:27       |
| 6.    | "Tomodachi" (友達)                                                         | Tada Shin'ya               | Tada Shin'ya      | Kimura Subaru                   | 3:44       |
| 7.    | "Yume wo Kanaete Doraemon" (夢をかなえてドラえもん)                        | Kurosu Katsuhiko           | Kurosu Katsuhiko  | Hibari Childrens Chorus Group   | 1:14       |
| 8.    | "Yume wo Kanaete Doraemon" (夢をかなえてドラえもん)                        | Kurosu Katsuhiko           | Kurosu Katsuhiko  | Mao                             | 3:57       |
| 9.    | "Miracle Ginga Bouei Tai no Theme" (ミラクル銀河防衛隊のテーマ)            | Mike Sugiyama              | Sawada Kan        | Suginami Childrens Chorus Group | 2:12       |
| 10.   | "Hello! Dorami chan" (ハロー!ドラミちゃん)                                 | Yoshimoto Yumi             | Kikuchi Shunsuke  | Yamano Satoko                   | 2:54       |
| 11.   | "Tomodachi Na no Ni" (友達なのに)                                          | Shiramine Mitsuko          | Kiyooka Chiho     | Kuko                            | 3:47       |
| 12.   | "Boku Doraemon 2112" (ぼくドラえもん2112)                                  | Fujiko F. Fujio            | Kikuchi Shunsuke  | Ōyama Nobuyo                    | 2:34       |
| 13.   | "Itoshi no Nyāo" (愛しのニャーオ)                                          | Yoshimoto Yumi             | Kikuchi Shunsuke  | Yokoyawa Chisa                  | 3:04       |
| 14.   | "Tomodachi Dakara'97" (友達だから'97)                                      | Takeda Tetsuya             | Yamaki Yasuyo     | Yamano Satoko                   | 3:44       |
| 15.   | "Aoi Sora wa Pocket sa" (青い空はポケットさ)                               | Takada Hirō                | Kikuchi Shunsuke  | Yamano Satoko                   | 1:02       |
| 16.   | "Warera The Doraemons" (我らザ・ドラえもんズ)                              | Yonetani Yoshitomo         | Ishikawa Keiki    | Horie Mitsuko                   | 4:20       |
| 17.   | "Shiawase no Door" (幸せのドア)                                            | Sawada Chikako             | Hayashi Jin       | Nakanishi Yasushi               | 4:34       |
| 18.   | "Bokura no Genki" (ぼくらの元気)                                           | Yuzuki Yoshimasa           | Fujisawa Hideki   | Horie Mitsuko                   | 3:30       |
| 19.   | "Hagu Shiyou" (ハグしよう)                                                 | Takekawa Yukihide          | Takekawa Yukihide | Takekawa Yukihide & T's Company | 4:12       |
| 20.   | "Dorami Gamusharara!! Heccharara!!" (ドラミ・ガムシャララ!!ヘッチャララ!!) | Mori Chiyoko               | Ike Takeshi       | Yokozawa Keiko                  | 3:21       |
| 21.   | "Sayonara to wa Iwa Nai de" (さよならとは言わないで)                       | Da Capo                    | Da Capa           | Da Capo                         | 4:13       |
| 22.   | "Kimi ni Aita Kute" (キミに会いたくて)                                     | Kosaka Akiko               | Kosaka Akiko      | Kosaka Akiko                    | 3:32       |

### Chúng ta hát cùng Đô rê mon
Tất cả các bài hát được phổ lời Việt bởi nhạc sĩ Phạm Tuyên.
| Vol 1            | Vol 1                                 | Vol 1      |
| STT              | Nhan đề                               | Thời lượng |
| ---------------- | ------------------------------------- | ---------- |
| 1.               | "Bài hát về Đô rê mon"                | 4:56       |
| 2.               | "Mình là Đô rê mon"                   | 4:47       |
| 3.               | "Bầu trời là cái túi to"              | 5:24       |
| 4.               | "Xin chào cô bé Đô rê mi"             | 5:31       |
| 5.               | "Đô rê mon đứng lên bắt nhịp"         | 4:49       |
| 6.               | "Vẽ tranh Đô rê mon"                  | 3:41       |
| 7.               | "Vẽ tranh Đô rê mi"                   | 3:21       |
| 8.               | "Chúng mình là người sống ở Trái Đất" | 3:35       |
| 9.               | "Bầu trời xanh đẹp tuyệt vời"         | 6:20       |
| Tổng thời lượng: | Tổng thời lượng:                      | 103:49     |

| Vol 2            | Vol 2                       | Vol 2      |
| STT              | Nhan đề                     | Thời lượng |
| ---------------- | --------------------------- | ---------- |
| 1.               | "Biển với chúng ta"         | 5:31       |
| 2.               | "Thời niên thiếu"           | 4:40       |
| 3.               | "Vang tận trời cao"         | 4:24       |
| 4.               | "Hãy cho tôi phép lạ"       | 6:21       |
| 5.               | "Người du khách"            | 4:41       |
| 6.               | "Vì có bạn"                 | 5:00       |
| 7.               | "Wellcome Super Golf World" | 3:24       |
| 8.               | "Mãi mãi là bạn bên nhau"   | 6:42       |
| 9.               | "Tôi không hiểu vì sao"     | 4:28       |
| 10.              | "Người bạn thật tuyệt vời"  | 3:31       |
| Tổng thời lượng: | Tổng thời lượng:            | 103:12     |

## Bảng xếp hạng

### Album tổng hợp
| Năm  | Tựa đề | Ngàt phát hành      | Xếp hạng | Xếp hạng | Tham khảo |
| Năm  | Tựa đề | Ngàt phát hành      | Cao nhất | Số tuần  | Tham khảo |
| ---- | --- | ------------------- | -------- | -------- | --------- |
| 2010 | "Doraemon Eiga Shudaika Taizenshū" (ドラえもん 映画主題歌大全集)                                                     | 8 tháng 3 năm 2010  | 178      | 1        | [ 29 ]    |
| 2015 | "Eiga Doraemon Shudaika Taizenshū" (映画ドラえもん主題歌大全集)                                                      | 1 tháng 4 năm 2015  | 231      | 1        | [ 30 ]    |
| 2019 | "TV Anime Hōsō 40 Shūnenkinen Doraemon Uta no Collection" (テレビアニメ放送40周年記念 ドラえもん うたのコレクション) | 17 tháng 6 năm 2019 | 295      | 1        | [ 31 ]    |